# Schatkamer van de kathedraal van Luik
De Schatkamer van de kathedraal van Luik (Frans: Trésor de la cathédrale de Liège of Trésor de Liège), ook wel Schatkamer van de Sint-Pauluskathedraal, tot 1795 Schatkamer van de Sint-Lambertuskathedraal, is een museum van kunst en oudheden in de Belgische stad Luik. De schatkamer herbergt de kerkschat van de voormalige Sint-Lambertuskathedraal, aangevuld met kunstvoorwerpen uit andere Luikse kerken. Tot de belangrijkste schatten behoren de reliekbuste van Sint-Lambertus en de reliekhouder van Karel de Stoute. Het museum is gevestigd in een deel van de kruisgang van de Sint-Pauluskathedraal en biedt, verspreid over een tiental thematisch ingerichte zalen, een overzicht van de kunst en geschiedenis van het Prinsbisdom Luik.

## Geschiedenis

### Kerkschat van de Sint-Lambertuskathedraal

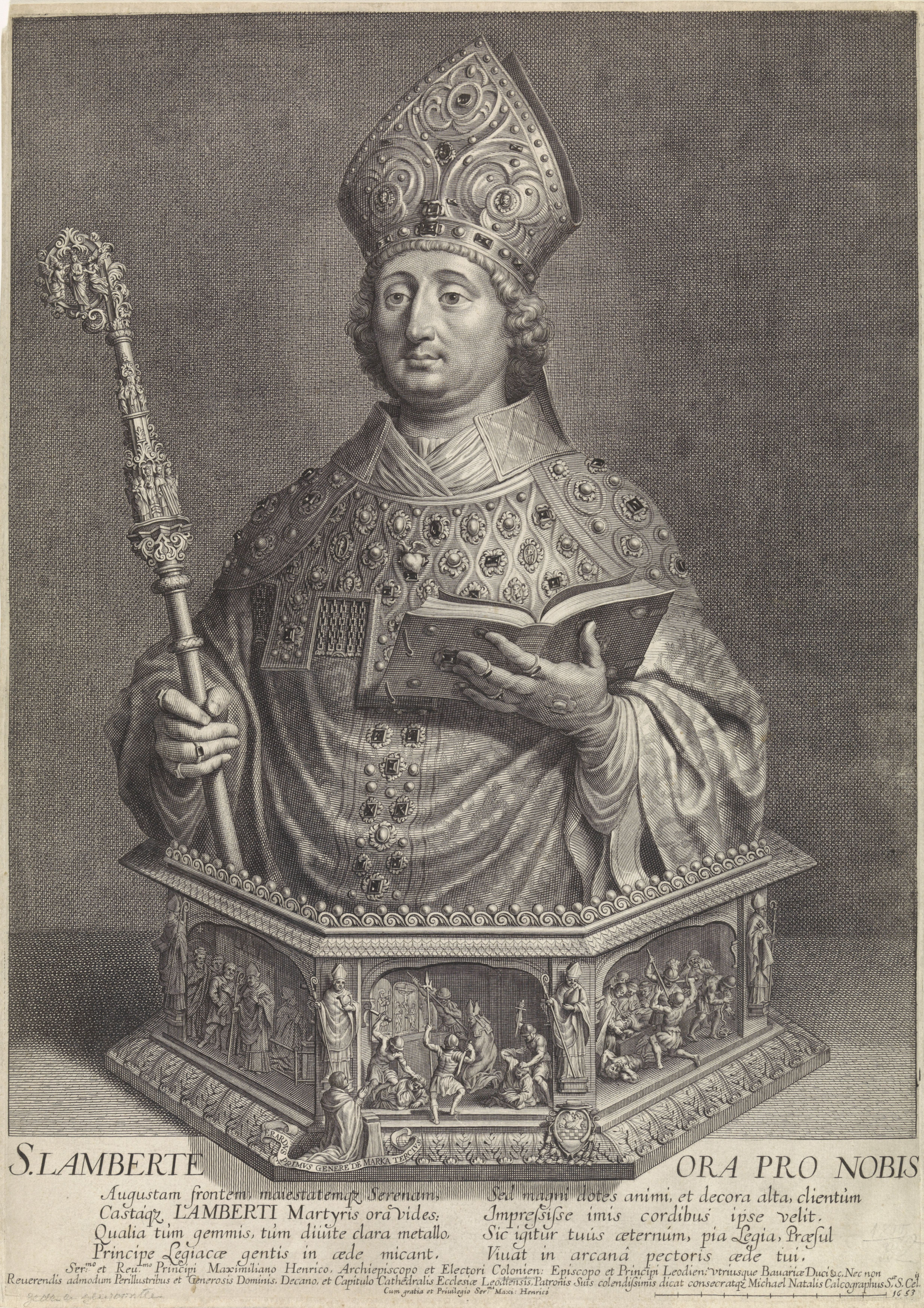
17e-eeuwse prent van de reliekbuste van Sint-Lambertus (Michel Natalis, 1653)

De oorsprong van de kerkschat van de Saint-Lambertuskathedraal is in nevelen gehuld, maar zeer waarschijnlijk gaat deze even ver terug als de geschiedenis van de kerk zelf, die in het begin van de achtste eeuw door bisschop Hubertus als grafkerk voor zijn voorganger Lambertus werd gesticht. Tegen het jaar 800 werd dit de kathedraal van het bisdom Tongeren-Maastricht-Luik, gewijd aan de maagd Maria en aan Lambertus. De kerk ontsnapte in 882 aan de plunderingen van de Noormannen, maar in 1071 verkocht prins-bisschop Dietwin op aandringen van koning Hendrik IV een deel van de kerkschat om het wereldlijk gebied van het prinsbisdom Luik te vergroten met delen van het graafschap Henegouwen. In 1096 deed prins-bisschop Otbert hetzelfde om van Godfried van Bouillon diens hertogdom te kopen, zodat laatstgenoemde op kruistocht kon. Boudewijn van Constantinopel schonk aan het begin van de 13e eeuw edelstenen aan de Luikse kathedraal.
In 1468 plunderden de Bourgondische troepen van Karel de Stoute Luik, maar de kerkschat was op tijd in veiligheid gebracht in Maastricht (zoals andersom ook geregeld gebeurde). Karel de Stoute schonk daarna, misschien als zoenoffer, een kostbaar reliekschrijn met een beeld van hemzelf en Sint-Joris. In 1483 gaf het domkapittel, als borg voor een lening van Willem I van der Marck, de belangrijkste stukken uit de kerkschat in onderpand. Prins-bisschop Everhard van der Marck was in het begin van de 16e eeuw de meest genereuze schenker aan de kathedraal; hij verrijkte de schatkamer onder andere met de buste van Sint-Lambertus, het reliekschrijn van Sint-Theodardus, en daarnaast diverse medailles, ornamenten en wandtapijten. De vervaardiging van een waardige reliekbuste voor de patroonheilige van de stad (en de kathedraal) was een project waar men in Luik al dertig jaar mee worstelde. Van der Marck schonk bij zijn installatie als prins-bisschop bijna 10 kg goud en zilver. Daarmee kreeg Luik de grootste en kostbaarste reliekbuste van de toenmalige christelijke wereld.
Daarnaast werd er ook veel vernield, vooral in de baroktijd. Oude liturgische voorwerpen werden omgesmolten om van het goud en zilver nieuwe voorwerpen "à la mode" te smeden. Hetzelfde gebeurde met oude liturgische gewaden, die werden verbrand om het goud- en zilverdraad uit het borduurwerk te verwijderen.
Diverse reizigers prezen de Luikse kathedraalschat. De Franse benedictijnen Edmond Martène (1654-1739) en Ursin Durand (1682-1771) schreven dat de kerkschat van Luik "zeer rijk was en waardig voor een van de meest illustere kathedralen van de Kerk". De uit Doornik afkomstige reiziger Philippe de Hurges schreef in 1615: "We kunnen zeggen dat deze schat evenveel waard is als die van veel dappere en machtige prinsen van Europa". In 1713 werd vermeld dat de kerkschat (en het meubilair van de sacristie) was toevertrouwd aan "monseigneur de grootschatbewaarder" (Mgr. le grand Trésorier), waarschijnlijk een van de kanunniken van het kathedraalkapittel.

### De kerkschat in de Franse Tijd
Op 28 november 1792 werd Luik ingenomen door de troepen van de Franse generaal Dumouriez. Nog diezelfde dag ontving het kapittel het bevel om 30.000 frank te betalen. Omdat dit bedrag niet voorradig was, verpandden de kanunniken zes zilveren kandelaars geschonken door prins-bisschop George Lodewijk van Bergen. Hoewel het grootste deel van de kerkschat was overgebracht naar Maastricht, was er nog genoeg achtergebleven dat door de Fransen werd ontheiligd en gestolen. Na de door de Fransen verloren Slag bij Aldenhoven (1793) trokken de Fransen zich tijdelijk terug, mét de kerkschatten, in totaal 7.691 troy ounce, ofwel ruim 235 kilogram goud, zilver en edelstenen. De naar Düsseldorf gevluchte maar weer teruggekeerde prins-bisschop De Méan verzekerde dat hij er alles aan zou doen om het kerkzilver en de relikwieën terug te halen naar Luik, maar daarvan is niets terechtgekomen.

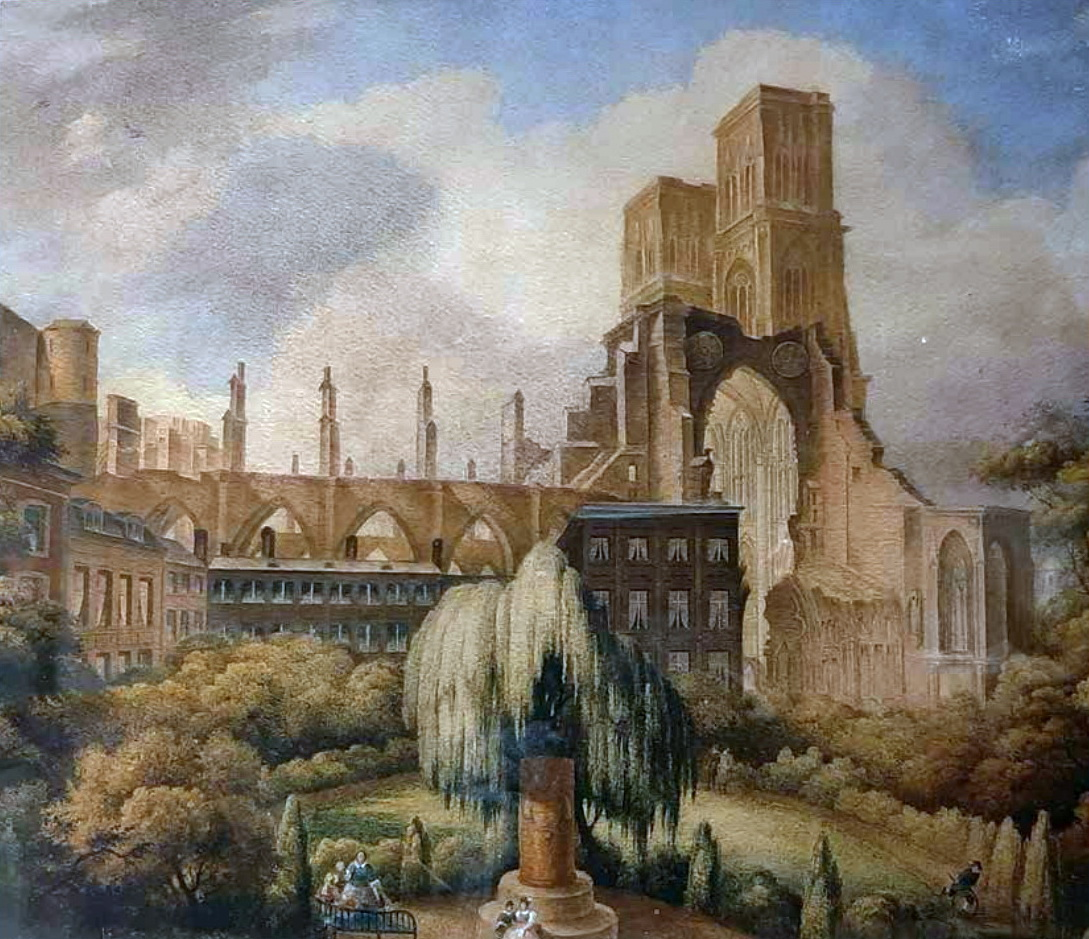
De ruïne van de Sint-Lambertuskathedraal (Jean-Nicolas Ponsart, ca. 1810-1815)

Op 20 juli 1794 nam De Méan opnieuw de wijk vanwege de oorlogsdreiging. Een week later waren de Fransen terug in Luik. Deze keer waren er wat de kathedraalschat betreft betere voorzorgsmaatregelen getroffen door deze niet naar Maastricht te verschepen (Maastricht werd een paar maanden later eveneens ingenomen door de Fransen), maar naar Zutphen en van daaruit naar Hamburg. De archieven werden overgebracht naar Maagdenburg. In 1798 lukte het De Méan, die zich in Erfurt had gevestigd en daarvandaan probeerde de geallieerden te ondersteunen, een hypotheek van 10.000 mark op te nemen met de Luikse kerkschat als onderpand. Later deed hij opnieuw een beroep op de geldschieters. In totaal werden zes kisten met kerkzilver verpand.
Ondertussen was de kathedraal in Luik door de revolutionairen grotendeels afgebroken. Na het Concordaat van 15 juli 1801 werd het bisdom Luik gereorganiseerd. Mgr. Jean-Évangéliste Zaepfell werd de nieuwe bisschop. De Sint-Pauluskerk, een historische kapittelkerk, werd de nieuwe kathedraal. Het domkapittel werd opnieuw opgericht en gevestigd in de Sint-Pauluskathedraal. Al vrij snel probeerde bisschop Zaepffel toegang te krijgen tot de kerkschat in Hamburg, maar de Franse diplomaat Talleyrand liet de schat, die behalve het kerkzilver van de kathedraal ook dat van de Sint-Maartenskerk, de jezuïetenkerk en de weeshuiskapel bevatte, in beslag nemen. Dankzij inspanningen van onder anderen de schatbewaarder Petitjean, bisschop Zaepfell, de Franse prefect De Givré en de welwillende staatsraad Portalis lukte het om een deel van de schat, met name de relikwieën en andere voorwerpen van verering, van openbare verkoop te vrijwaren. De rest werd bij regeringsdecreet van 1803 ter beschikking gesteld aan de minister van Marine, die het na omsmelting gebruikte voor de aankoop van scheepsbouwhout. Het zilverwerk bracht 89.663 frank op; de parels en edelstenen 32.000 frank en de paramenten 18.236 frank.

### Een nieuw begin in de Sint-Pauluskathedraal
In september 1803 keerden de geredde voorwerpen naar Luik terug. Op zondag 1 januari 1804 werden een aantal relieken plechtig overgebracht naar de kathedraal, waar ze vijftien dagen lang door de gelovigen vereerd konden worden. Ook de archieven keerden voor een groot deel terug: in 1804 27 kratten uit Hamburg; later volgden nog 56 dozen uit Maagdenburg. Tot aan het einde van de Franse Tijd werden pogingen ondernomen om de kosten van bewaring en transport van de Luikse kerkschatten en archieven vergoed te krijgen van de Franse staat, echter zonder resultaat. Pas in 1840 keerde de Belgische staat een herstelbetaling uit aan de Luikse kathedraal.
De kerkschat werd aanvankelijk in de sacristie bewaard, zoals dat ook in de oude kathedraal het geval was geweest. Later verhuisde de schat naar de kruisgang, omdat deze beter toegankelijk was voor belangstellenden. Bij een restauratie begin 20e eeuw werden de 18e-eeuwse vensters van de kruisgang vervangen door vensters in de stijl van de late gotiek, naar het voorbeeld van de kruisgang van de Onze-Lieve-Vrouwekerk in Maastricht.

### Recente geschiedenis
Vanaf het einde van de 20e eeuw vonden enkele grootschalige restauraties van de kruisgang plaats, de eerste in 1996-1998 (zuidvleugel), de tweede in 2003-2008 (westvleugel). Tijdens die laatste restauratie werd een nieuwe traptoren toegevoegd van beton (en cortenstaal voor het interieur) in een contrasterende architectuur, het "Sint-Paulustorentje" (tourelle Saint-Paul). Van 2014 tot 2018 werd de oostvleugel gerestaureerd, waarbij tevens de schatkamer werd vergroot en opnieuw ingericht.
Sinds 2004 verschijnt drie keer per jaar een bulletin over de schatkamer, aanvankelijk Bloc-Notes genaamd, vanaf 2014 Trésor de Liège (TDL). De bulletins zijn online te raadplegen op de website van de schatkamer.
De schatkamer ontvangt met enige regelmaat schenkingen en doet af en toe ook aankopen. In 2001 kreeg de schatkamer de beschikking over de uitgebreide kunsthistorische collectie van de Abdij van Val-Dieu.

## Huisvesting
De schatkamer is gehuisvest in een deel van de 15e-eeuwse kruisgang van de Sint-Pauluskathedraal. De zuidelijke en oostelijke kloostergang werden rond het midden van de 15e eeuw in gotische stijl gebouwd. De westelijke vleugel kwam omstreeks 1500 tot stand in flamboyante stijl. De schatkamer maakt gebruik van de aan de kloostervleugels grenzende gebouwen, waarbij meerdere verdiepingen in gebruik zijn. De toegang tot de schatkamer bevindt zich in de oostelijke vleugel van de kruisgang. De toegangsdeur is afkomstig uit de oude Sint-Lambertuskathedraal en dateert uit de 13e eeuw. Het houtwerk is bedekt met smeedwerk in de vorm van gebladerte; zelfs de scharnieren zijn versierd.
De thematische inrichting van de tien zalen dateert uit 2016:
1. Zaal van de prins-bisschop, met onder andere een plattegrond en een stadsgezicht van Luik (rond 1650), enkele kunstwerken uit de oude Sint-Lambertuskathedraal en een grote vitrine met zilveren heiligenbeelden en liturgische voorwerpen.
2. Zaal van de hoogproost, met onder andere een audiovisuele presentatie over de Sint-Lambertuskathedraal, de loden kist van prins-bisschop Everhard van der Marck (1505-1538), de koperen sleutel van Sint-Hubertus en een kostbare zilveren beker (15e eeuw).
3. Zaal van de deken, met onder andere een 3D-reconstructie van de afgebroken Sint-Lambertuskathedraal en een serie gravures van deze kathedraal uit de collectie van de Abdij van Val-Dieu.
4. Zaal van de cantor, met onder andere een audiovisuele presentatie van de zeven kapittelkerken van Luik en een vitrine met edelsmeedkunst afkomstig uit diverse luikse kerken (17e-19e eeuw).
5. Zaal van de aartsdiakenen, met onder andere een reconstructie van het 16e-eeuwse graf van de Italiaanse bisschop Johannes (l'évêque Jean), die rond het jaar 1000 in Luik verbleef en daar een rol speelde in de stichting van de Sint-Jacobsabdij; verder een presentatie van attributen van diverse bisschoppen van Luik uit de 19e en 20e eeuw.
6. Zaal van Léon Dewez. Deze zaal, bedoeld voor wisseltentoonstellingen, ontleent zijn naam aan de voormalige directeur van het Bisschoppelijk Museum, Léon Dewez († 1996). Wanneer er geen tijdelijke tentoonstellingen zijn, worden hier gravures getoond uit de omvangrijke collectie van de Abdij van Val-Dieu (o.a. de collectie Duriau)
7. Zaal van Karel de Stoute, genoemd naar de schenker van een van de topstukken in de schatkamer: de gouden reliekhouder van Karel de Stoute (ca. 1470). Verder is hier een kostbare kruisreliekhouder (ca. 1420) te zien. Beide kunstwerken bevonden zich oorspronkelijk in de kerkschat van de oude kathedraal.
8. Zaal van de scholaster, gewijd aan de schilderkunst, met name de 17e-eeuwse Luikse schilder Bertholet Flémal. Deze zaal wordt ook gebruikt voor bijeenkomsten en concerten.
9. Zaal van de custos, met een presentatie van de textielcollectie (7e–15e eeuw), met onder andere de twee lijkwaden van Sint-Lambertus en diverse liturgische gewaden (16e-19e eeuw). Een audiovisuele presentatie over de zijderoute licht de handelsbetrekkingen tussen oost en west toe. Het middelpunt van de zaal is de reliekbuste van Sint-Lambertus, een meesterwerk van edelsmeedkunst uit het begin van de 16e eeuw.
10. Zaal van de kanunniken, met onder andere het kazuifel van de Utrechtse bisschop David van Bourgondië (15e eeuw) en een aantal crucifixen en andere beelden (13e-16e eeuw). Achter deze zaal bevindt zich de "kamer van kanunnik Van der Meulen", de schenker van het schilderij Maagd met de vlinder (ca. 1459). Verder staat hier een vermoedelijk 14e-eeuwse archiefkist van het Sint-Pauluskapittel.

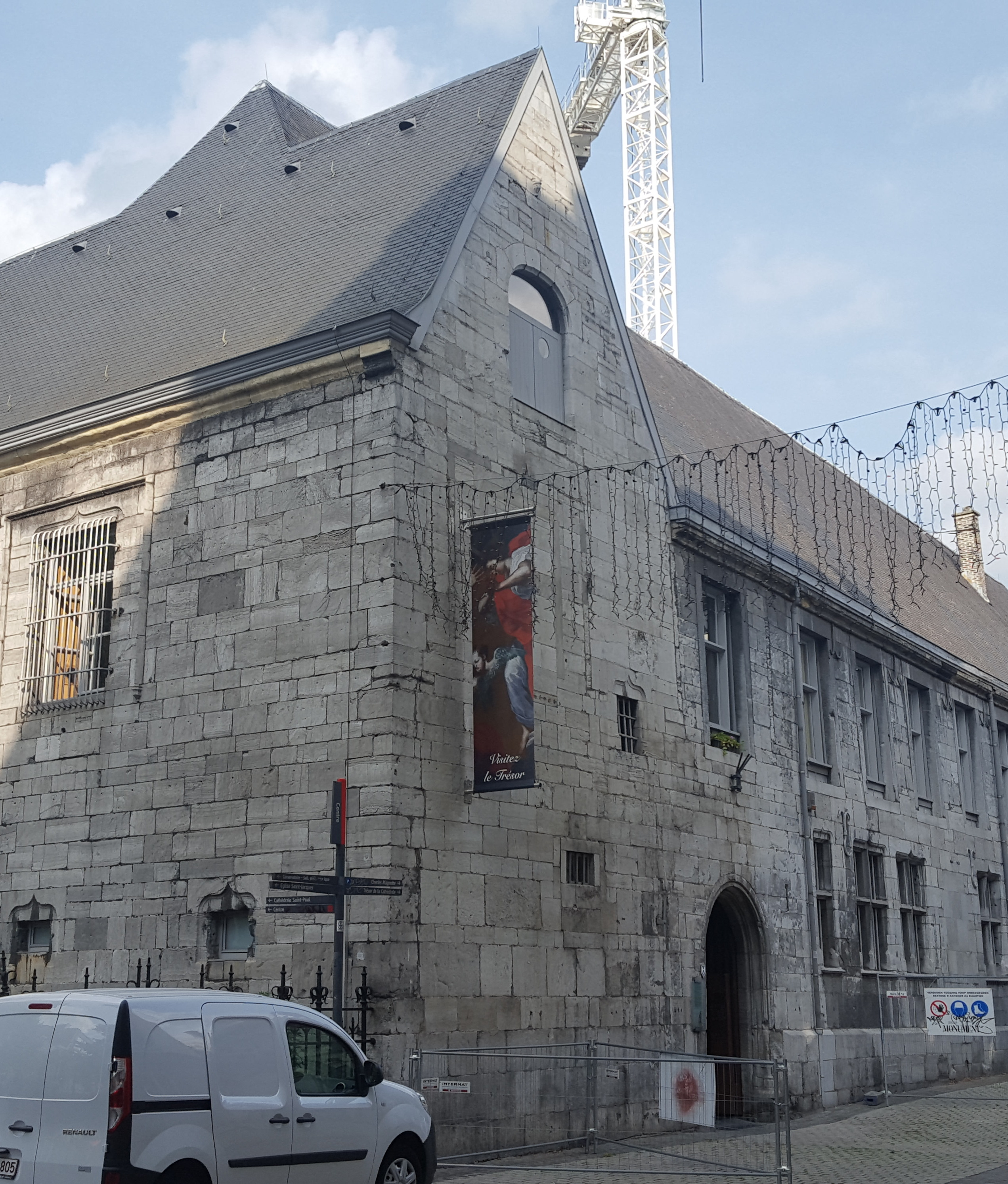
Exterieur tijdens renovatie
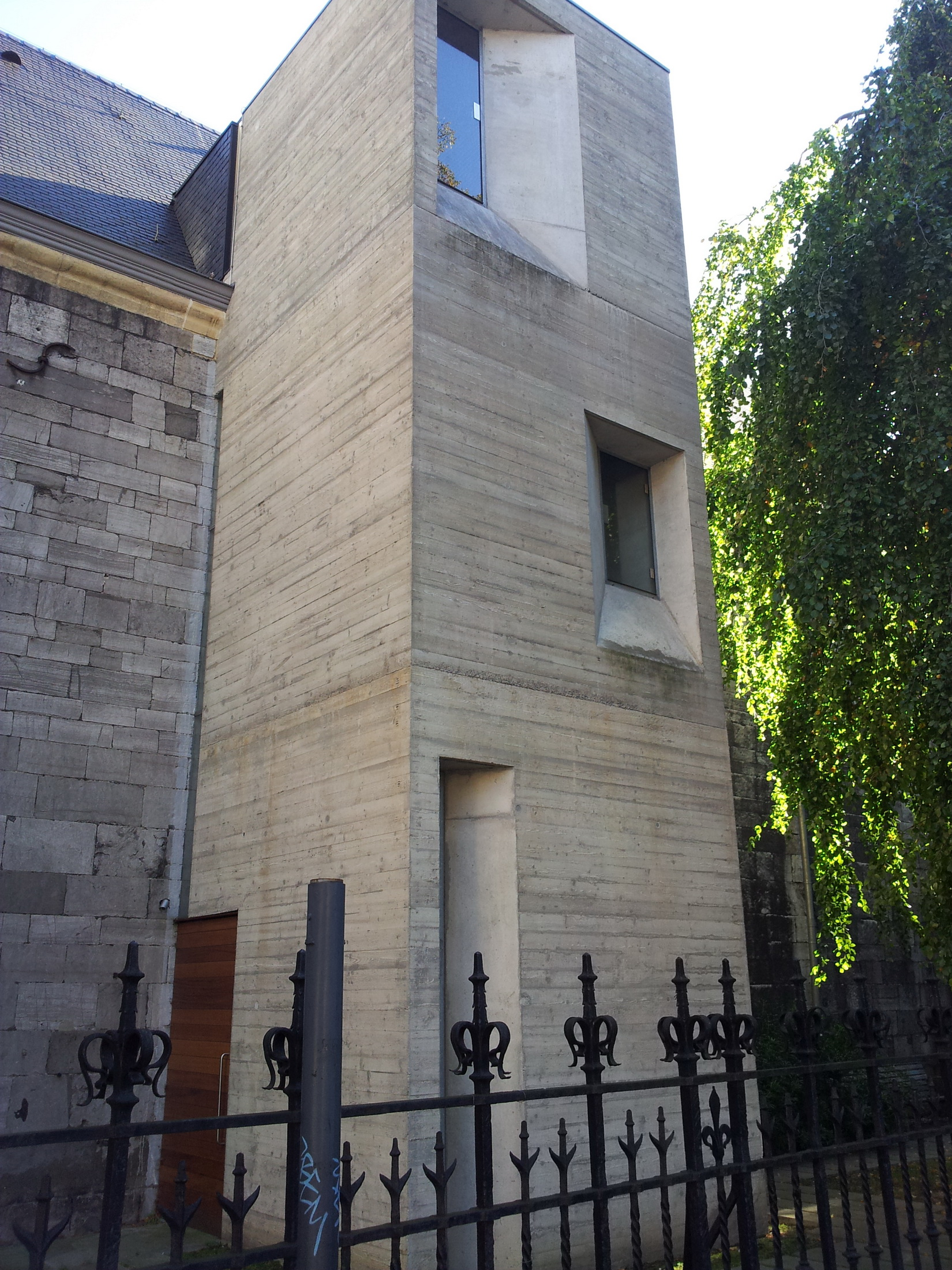
Nieuwbouwgedeelte
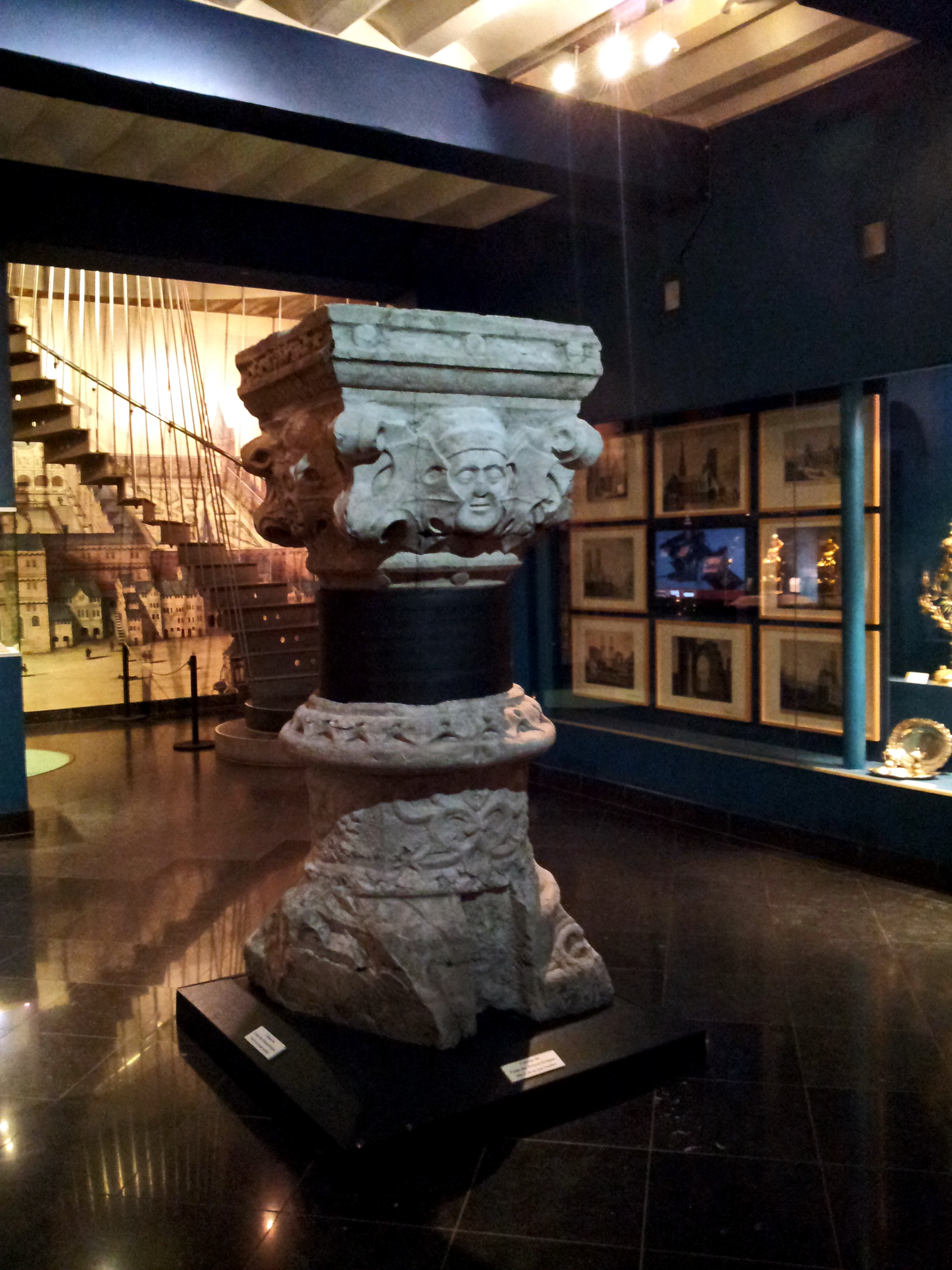
Benedenzaal
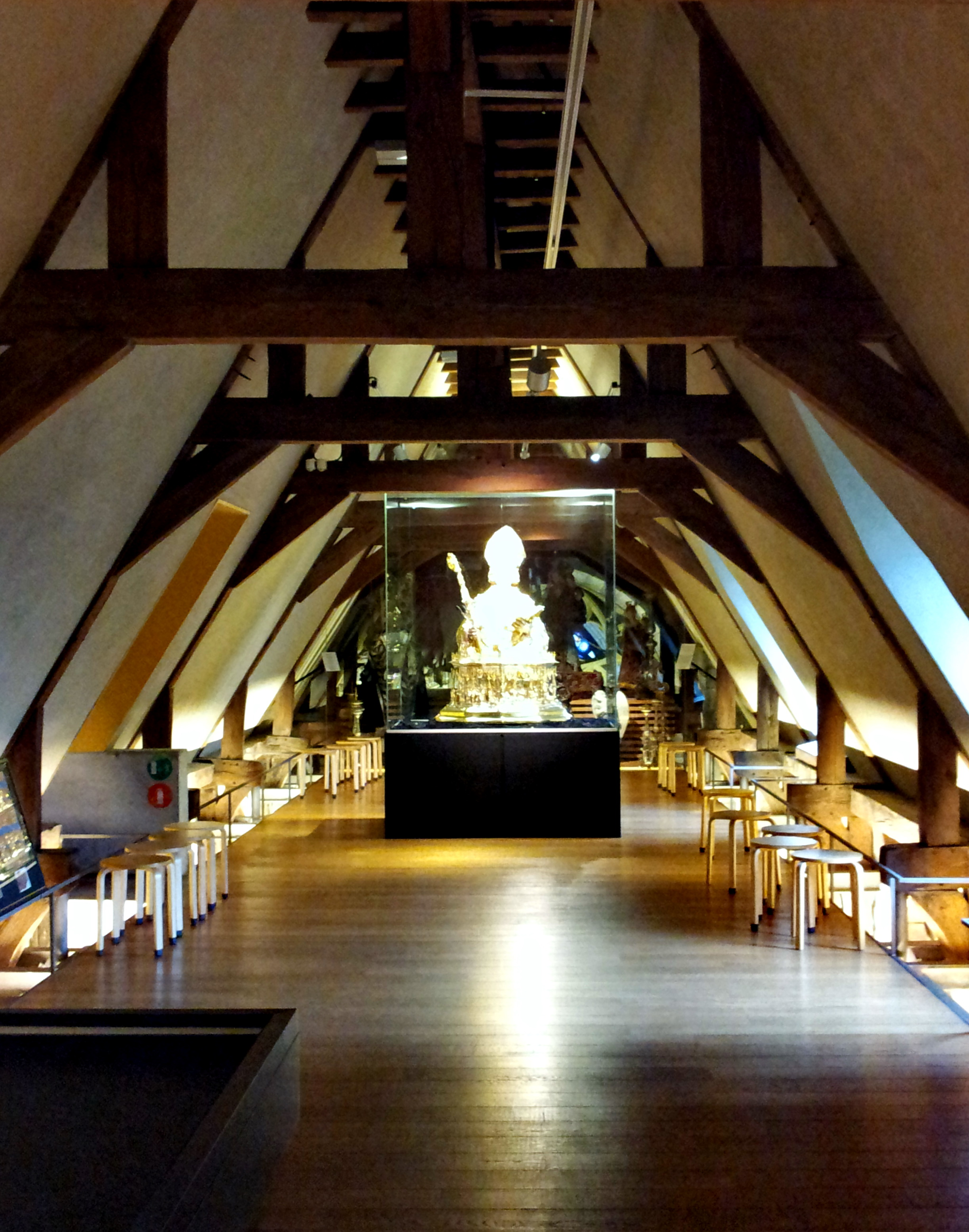
Bovenzaal met Lambertusbuste

## Collecties
Acht voorwerpen uit de schatkamer van de kathedraal van Luik behoren tot het roerend erfgoed van de federatie Wallonië-Brussel (patrimoine mobilier de la Fédération Wallonie-Bruxelles). Dat zijn, in volgorde van opname in de lijst: de reliekhouder van Karel de Stoute (ca. 1467-1471), de reliekbuste van Sint-Lambertus (ca. 1508), het zilveren beeld van Maria en kindje Jezus (1666), het kazuifel van David van Bourgondië (ca. 1450-1475), het ivoren reliëf van de drie opwekkingen (ca. 1025-1060), de tabletvormige kruisreliekhouder (15e eeuw), de sleutel van Sint-Lambertus (12e/13e eeuw) en de eerste (8e eeuw) en tweede lijkwade van Sint-Lambertus (10e/11e eeuw).

### Relieken en reliekhouders
Een van de oudste relieken in de schatkamer is een sleutel (12e/13e eeuw), die in de middeleeuwen werd toegeschreven aan Sint-Hubertus en bovendien werd geassocieerd met de sleutels van Petrus. De schatkamer bezit twee gotische reliekhouders, beide van Sint-Lambertus, die ook beide tot de topstukken van het museum behoren. Nadat de stad Luik in 1467 door de Bourgondiërs vrijwel geheel verwoest was, schonk Karel de Stoute een nieuw schrijn van Sint-Lambertus, zeer kostbaar en met een unieke vormgeving. Afgebeeld is de donor, in harnas en geknield, die een reliek van Lambertus aanbiedt. Achter hem staat, eveneens in harnas, Sint-Joris, de patroon van de ridders. Het met edelstenen bezette schrijn, deels van goud, deels van verguld zilver, is een werkstuk van de Rijselse edelsmid Gérard Loyet. De Akense zilversmid Hans von Reutlingen (1492-1524) is de maker van de 159 cm hoge Lambertusbuste, het reliekschrijn met de schedel van Sint-Lambertus. Dit pronkstuk van deels verguld zilver bevond zich al in 1512 in de kerkschat van de Lambertuskathedraal, wat betekent dat de maker nog geen twintig jaar oud was. Prins-bisschop Everhard van der Marck is als donor in een reliëf op het voetstuk vereeuwigd. De polychromie van het gezicht is 18e-eeuws en de bisschopsstaf is in de 19e eeuw opnieuw gemaakt.

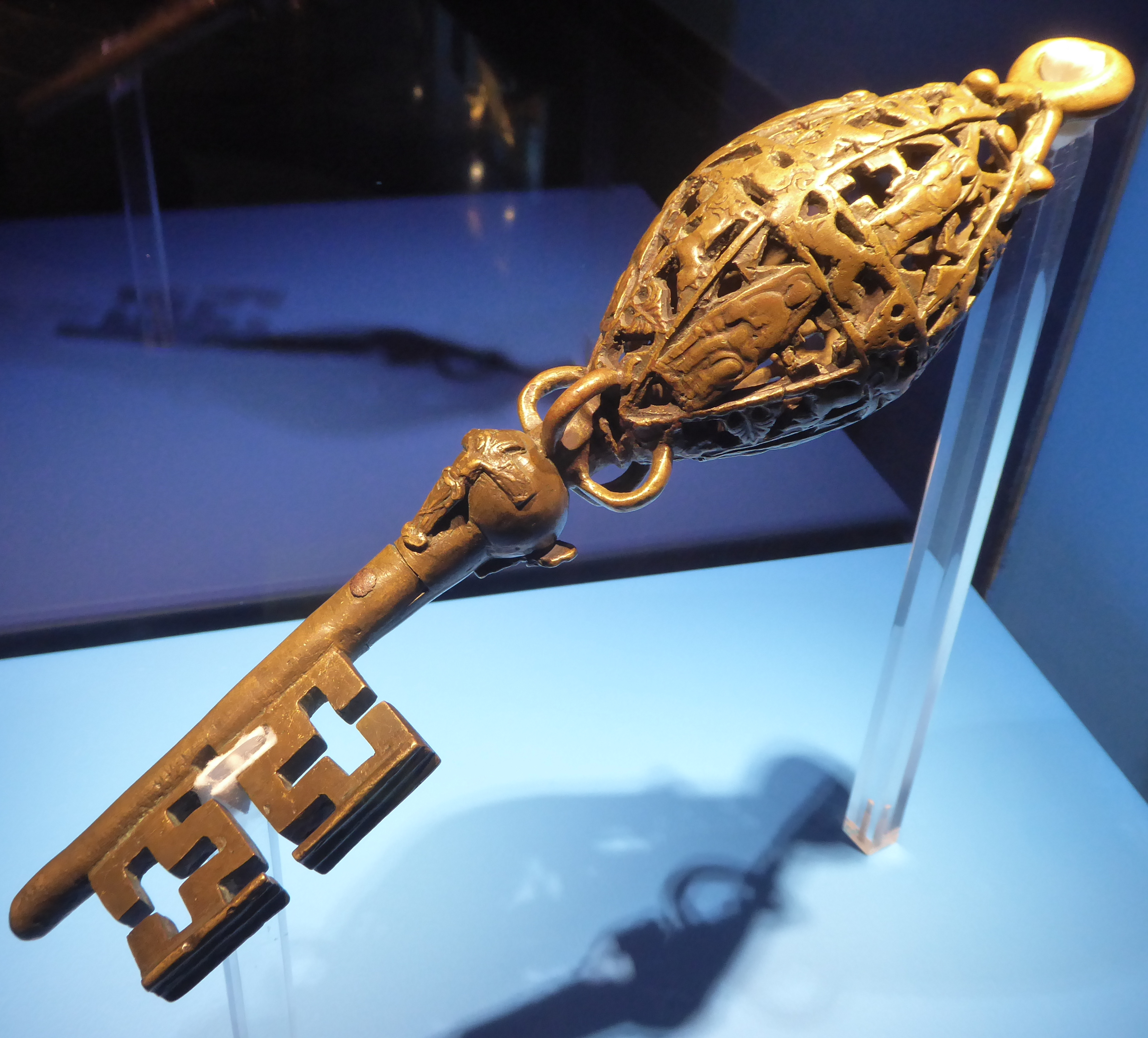
Sleutel van Sint-Hubertus, 12e/13e eeuw
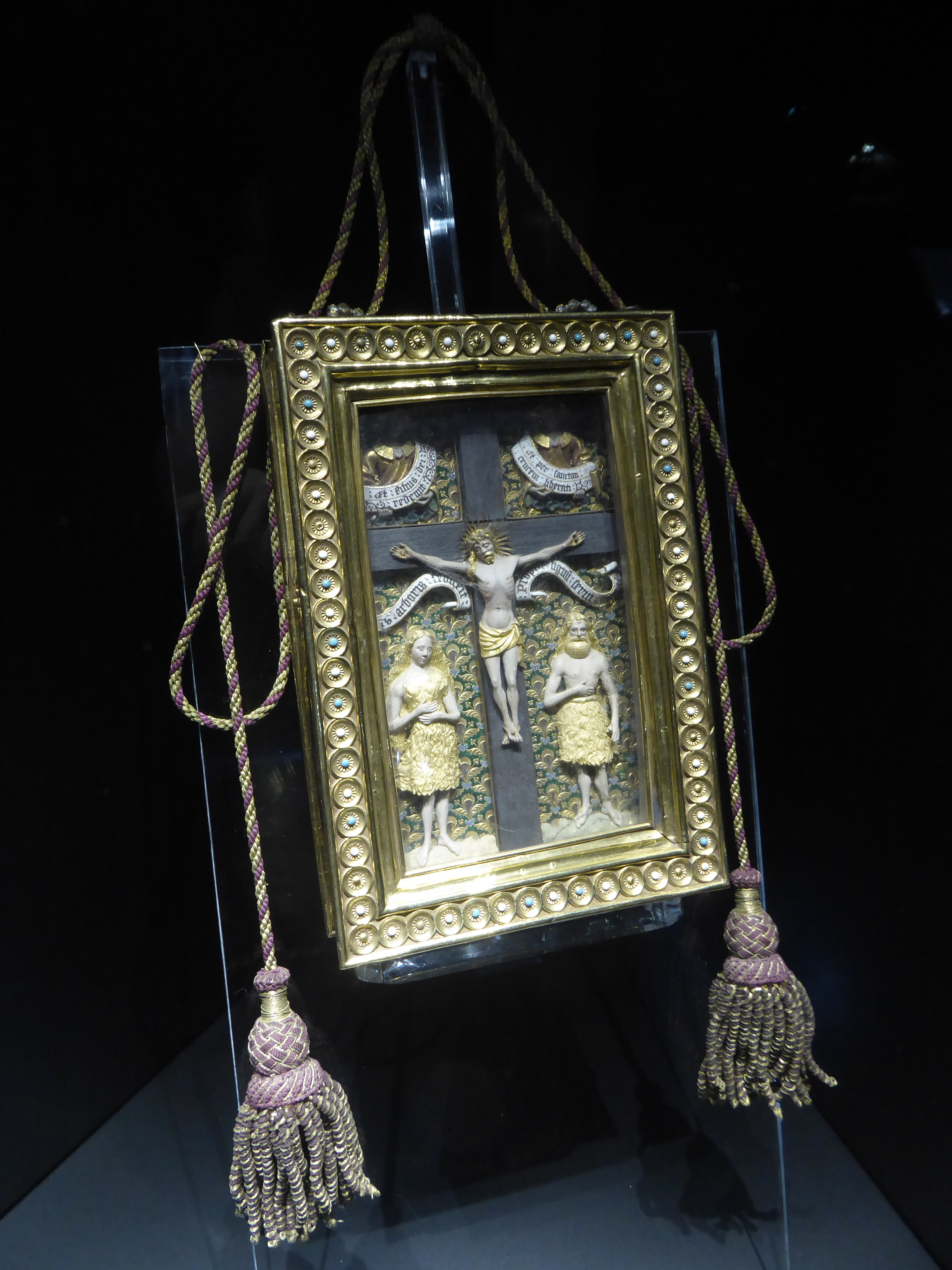
Kruisreliekhouder, ca. 1420
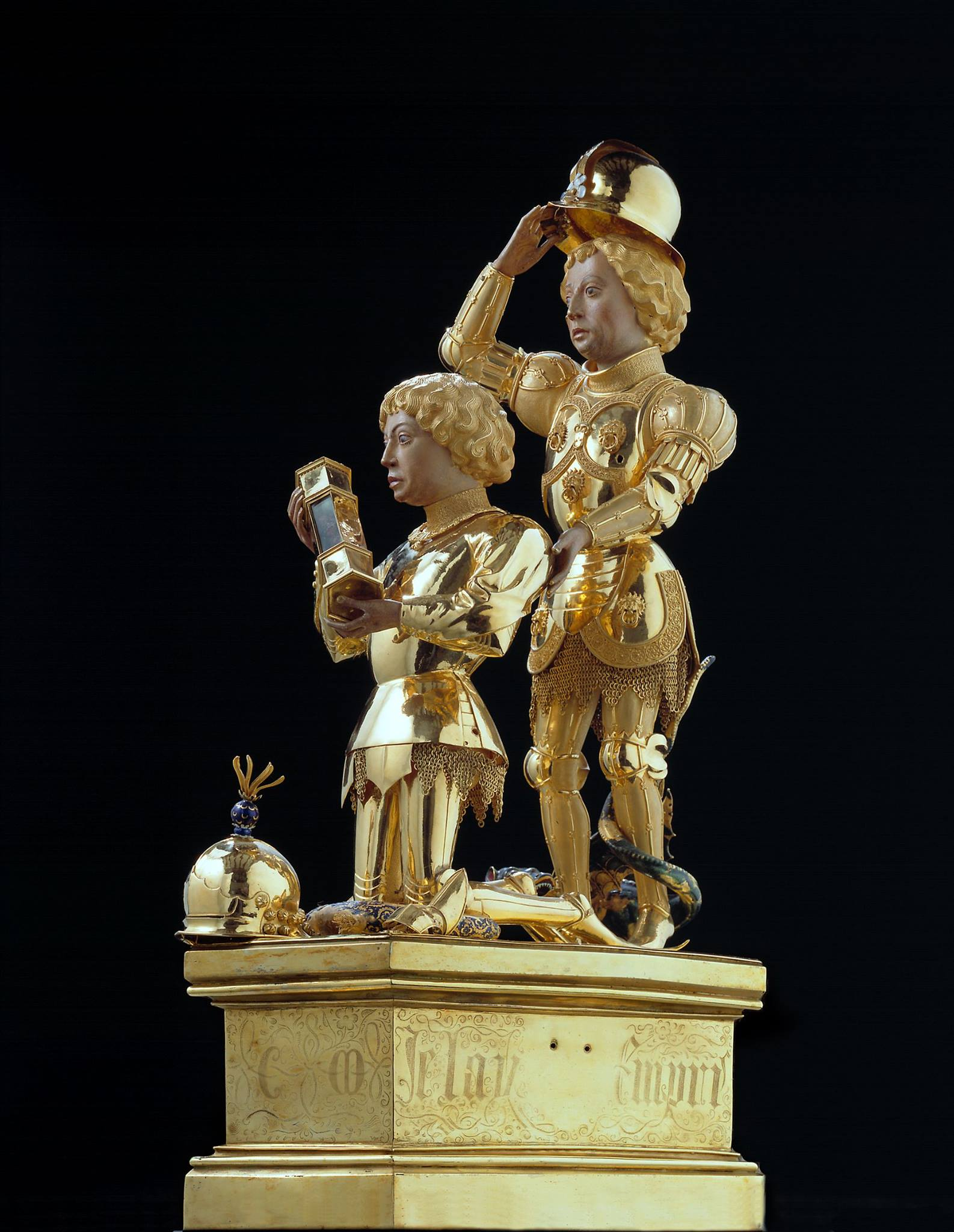
Reliekhouder van Karel de Stoute, ca. 1468
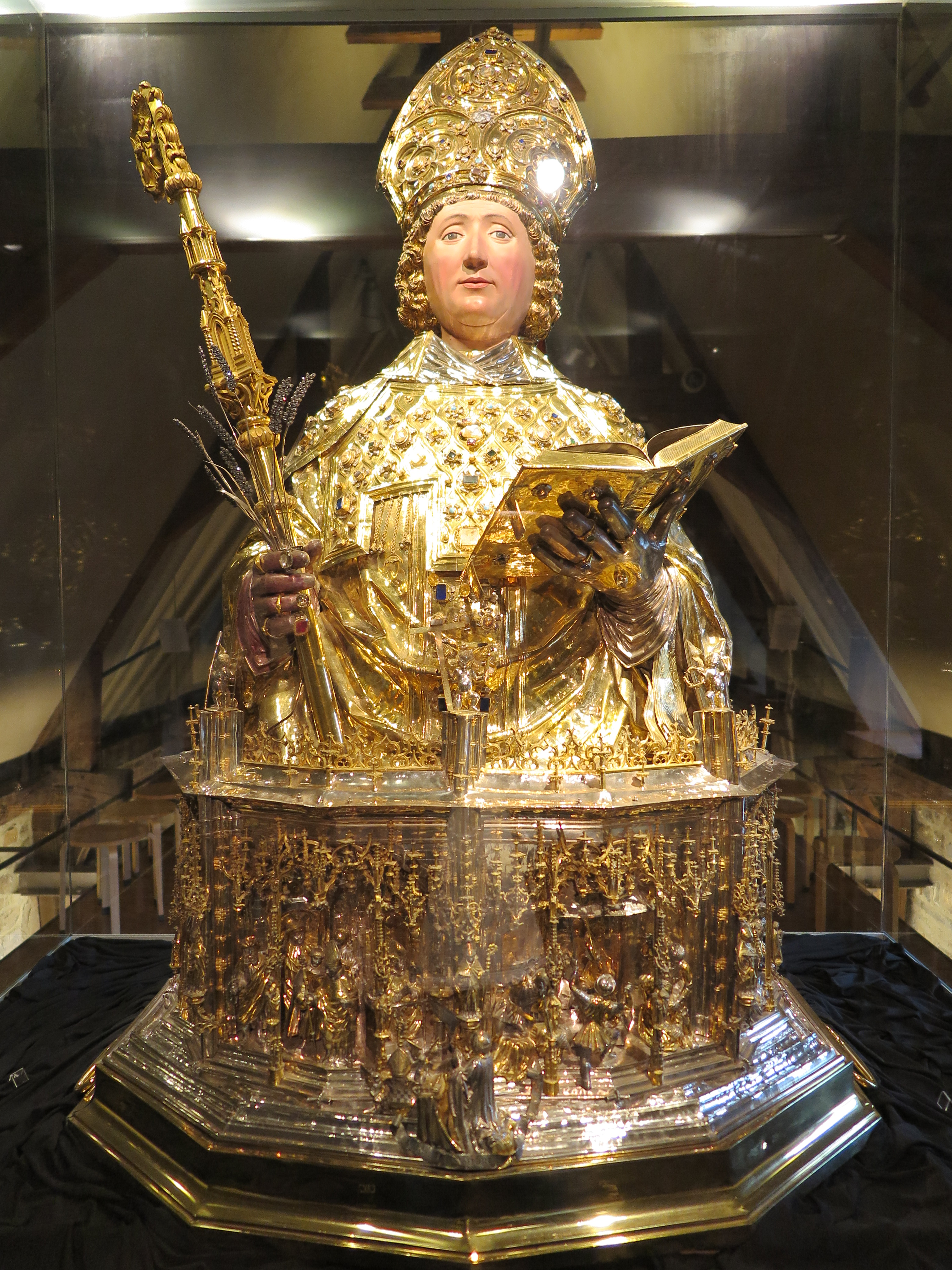
Buste van Sint-Lambertus, ca. 1510

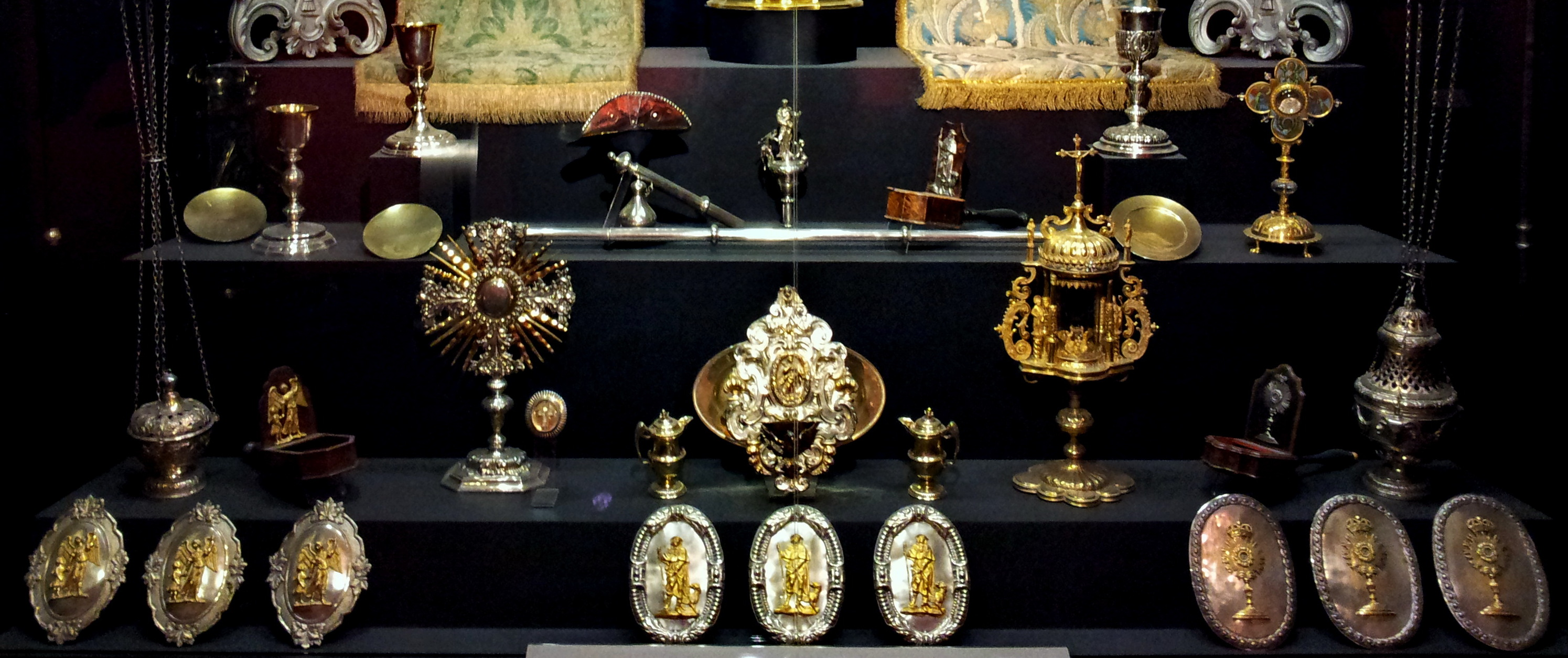
Vitrine met liturgische voorwerpen (17e-19e eeuw), o.a. 9 broederschapsplaquettes

### Liturgische voorwerpen
Een verguld zilveren beker ("hanap") werd vermoedelijk omstreeks 1490-1500 in Zuid-Duitsland vervaardigd voor het stadhuis van Ingolstadt. Later kwam het kostbare voorwerp terecht in de kerkschat van de Onze-Lieve-Vrouwekerk in Tongeren. Een zilveren wijwatervat van Jean-François Knaeps uit 1704/05 is afkomstig uit de Sint-Denijskerk in Luik. Een met edelstenen bezet processiekruis ("gemmenkruis") in de vorm van een patriarchaal kruis, is waarschijnlijk neoromaans.

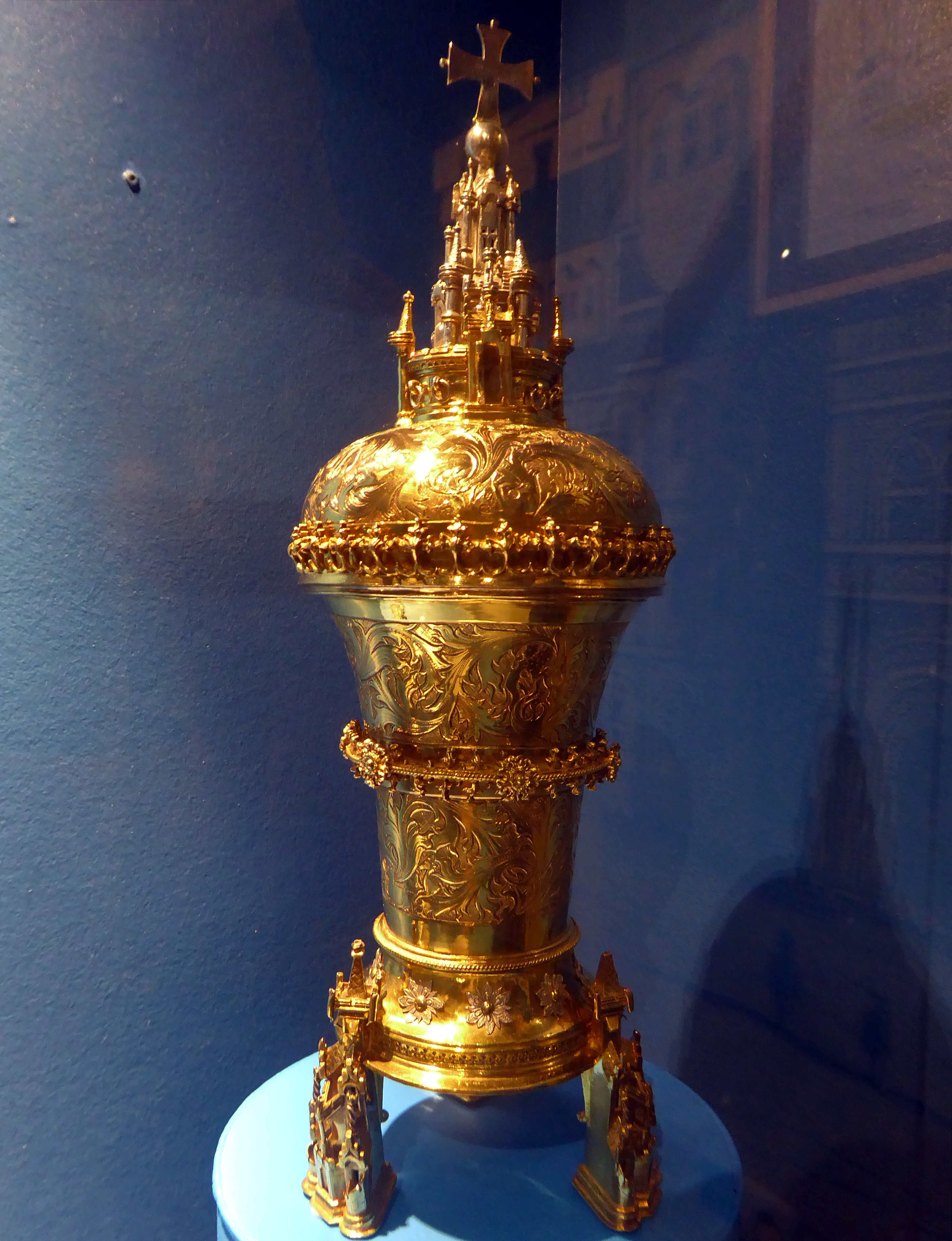
Zilveren hanap, ca. 1490-1500
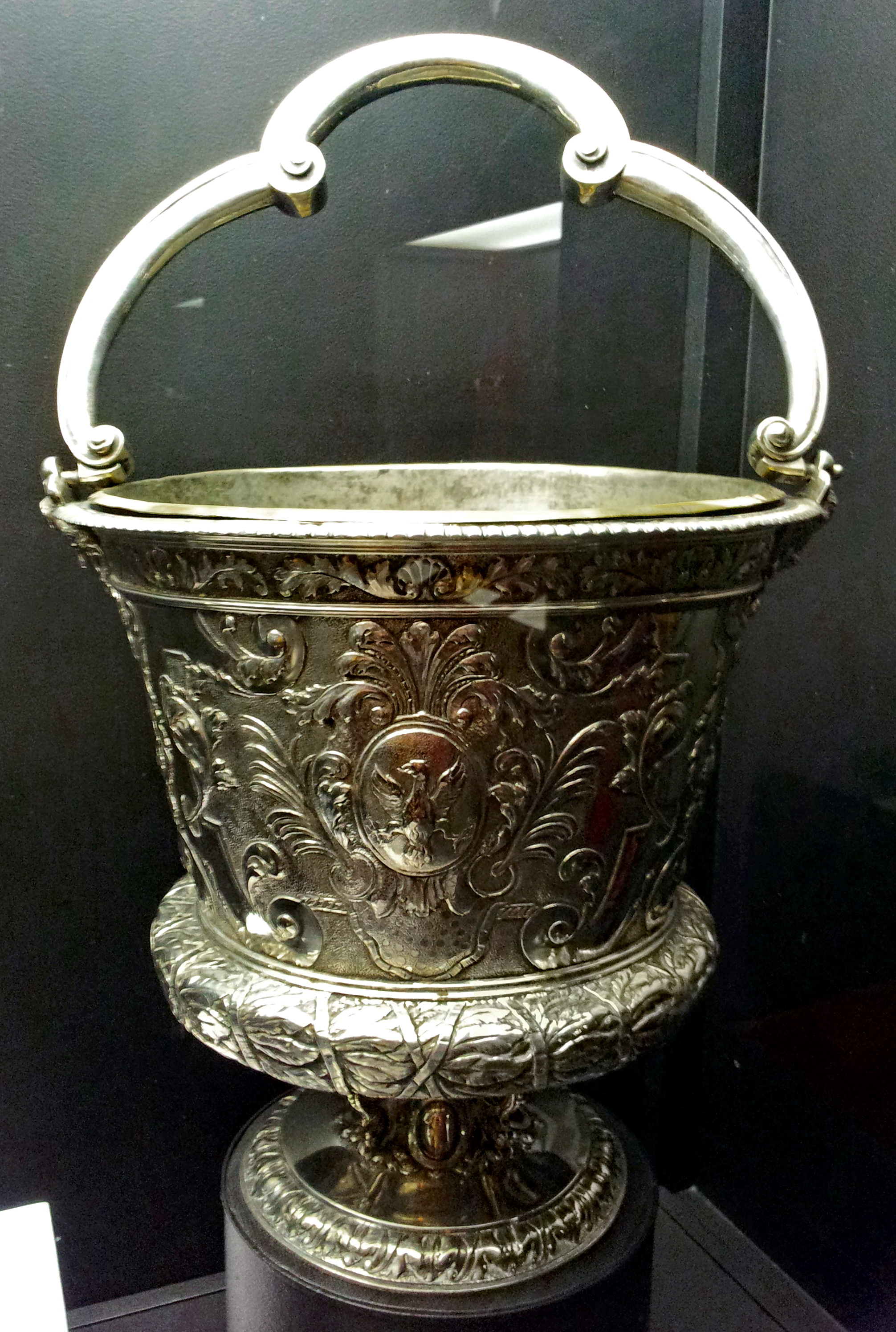
Zilveren wijwatervat, ca. 1705
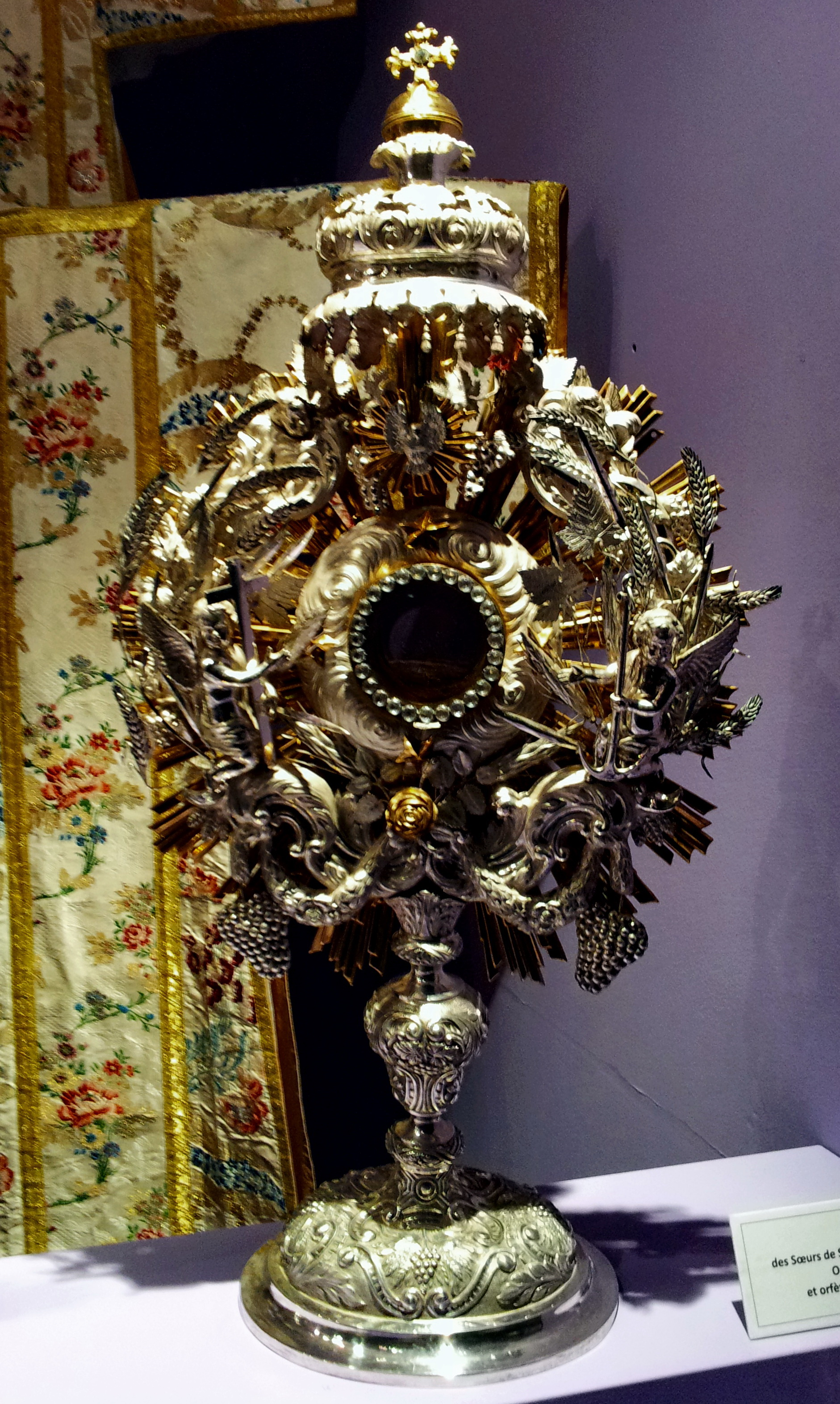
Barokke monstrans, 18e eeuw
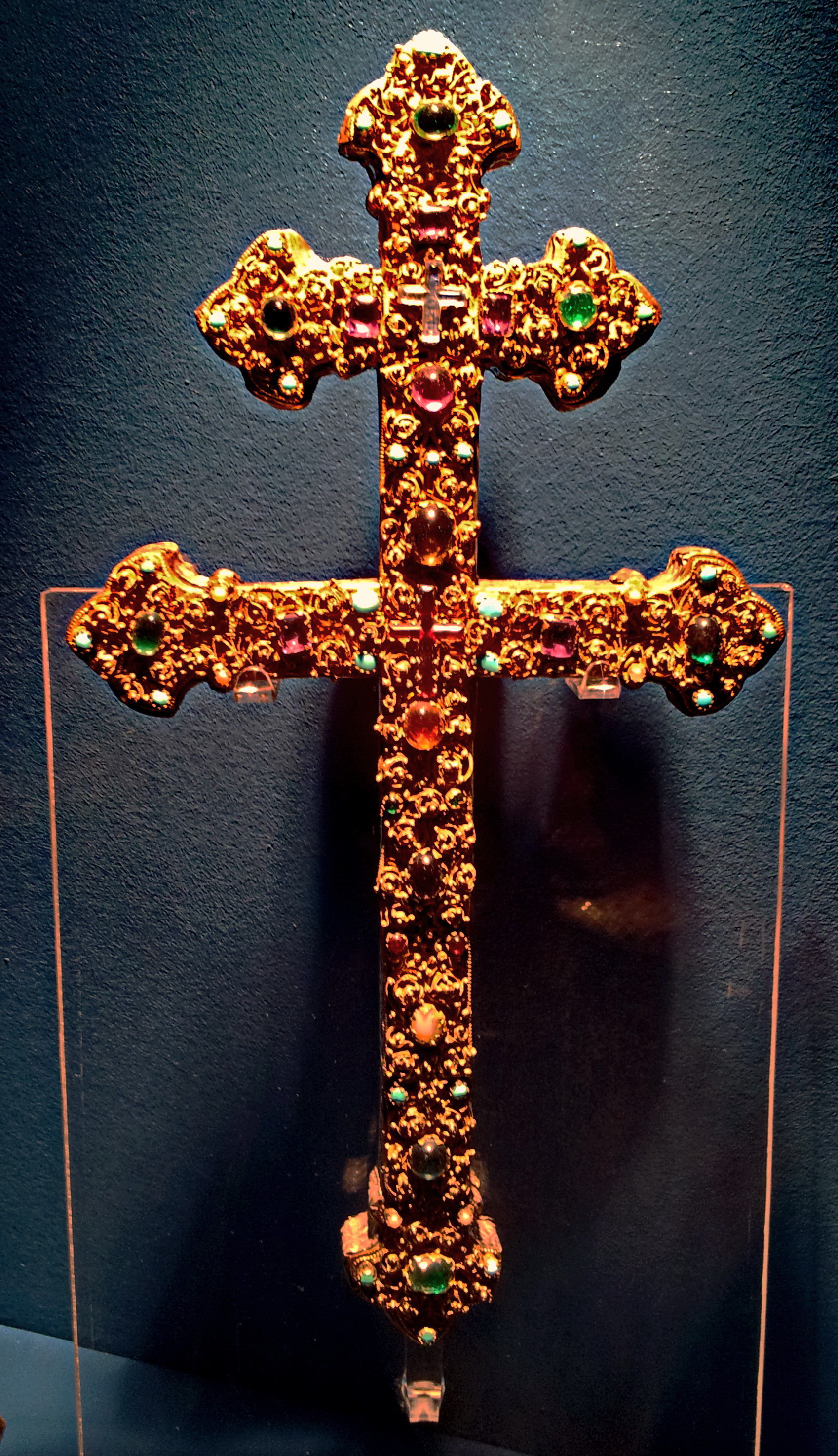
Processiekruis, 19e eeuw?

### Beeldhouwkunst

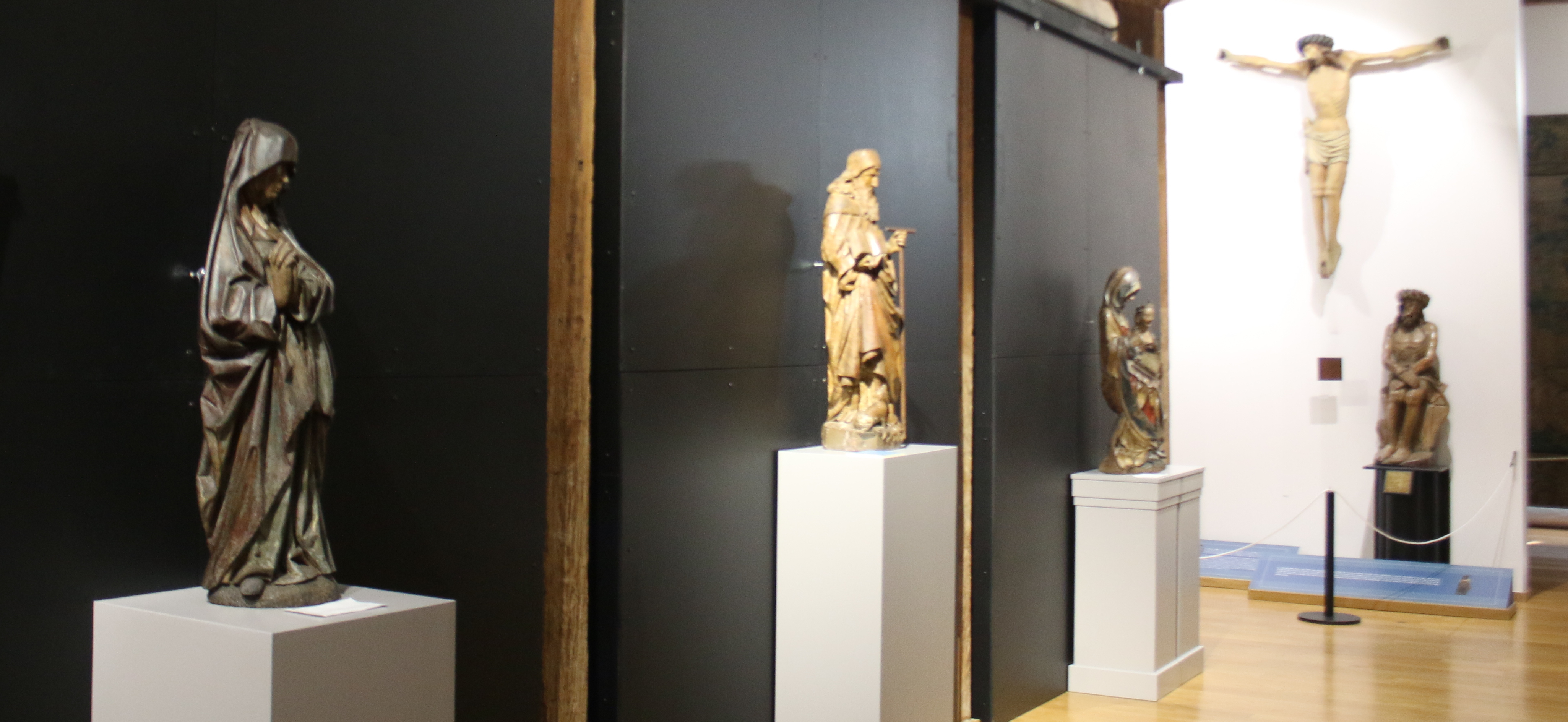
Laatgotische houten beelden

De schatkamer bezit twee zeer oude ivoren reliëfs. Het ene is Byzantijns (11e eeuw?) en stelt de maagd Maria met kindje Jezus voor. Het andere is eveneens 11e-eeuws en waarschijnlijk Maaslands. Het toont drie scènes waarin Jezus iemand uit de doden opwekt: de dochter van Jaïrus, de zoon van de weduwe uit Naïn, en Lazarus. Een zilveren beeld van Maria met kind uit 1666, toegeschreven aan Gérard de Bêche, staat bekend als de Maagd der advocaten/voorsprekers (Vièrge des avocats). De schatkamer bezit diverse houten beelden, zowel uit de laatgotische periode als uit de barok. Genoemd kunnen worden: enkele gotische crucifixen, een 15e-eeuwse madonna met kindje Jezus en inktpot (Notre-Dame à l'encrier), een 15e-eeuws beeld van de Meester van Flémalle van Sint-Antonius-de-heremiet, een laatgotische Christus op de koude steen (Christ aux liens) en een laat-16e-eeuwse Sint-Lambertus.

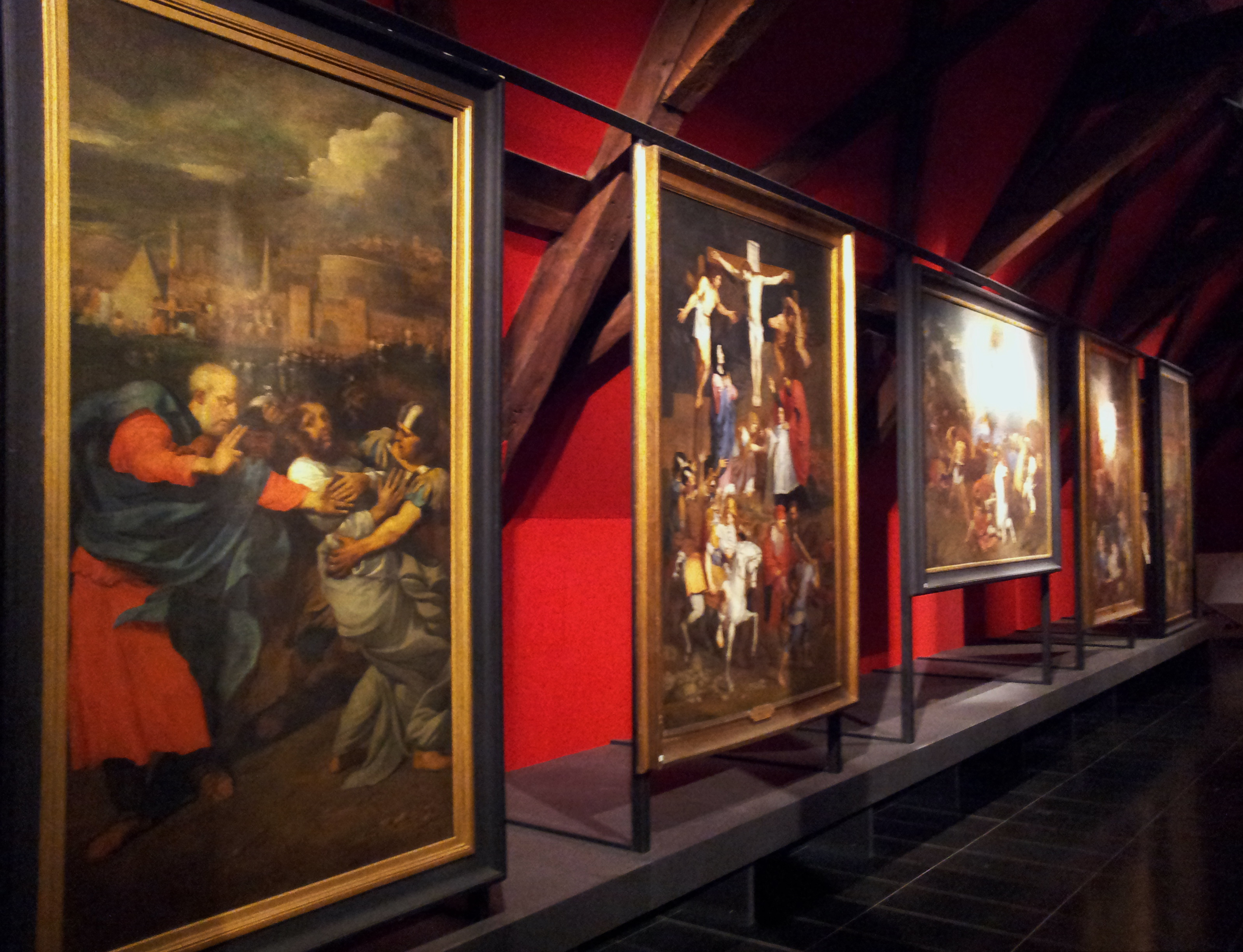
Schilderijen van Bertholet Flémal

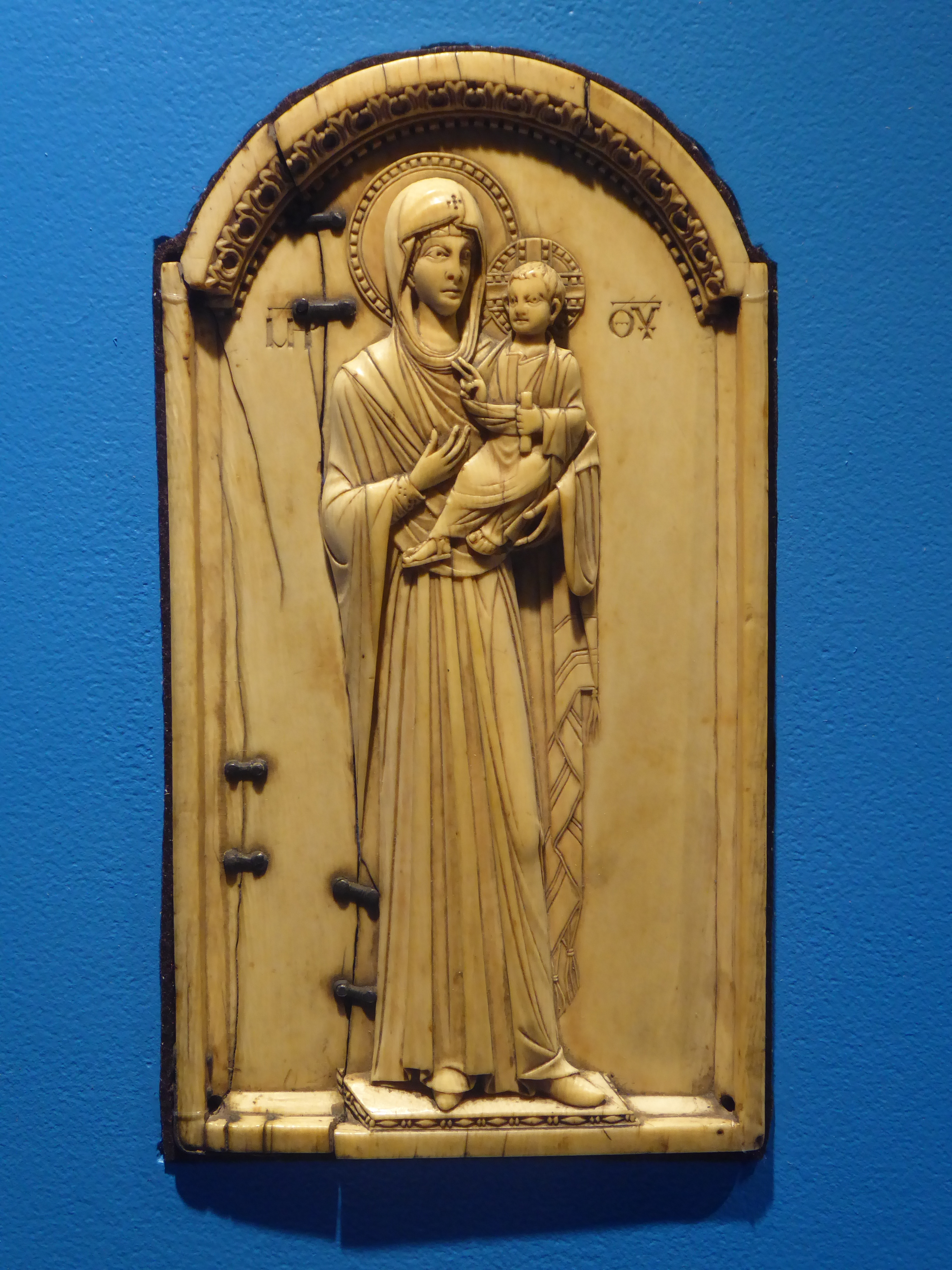
Byzantijns ivoorreliëf, 11e eeuw
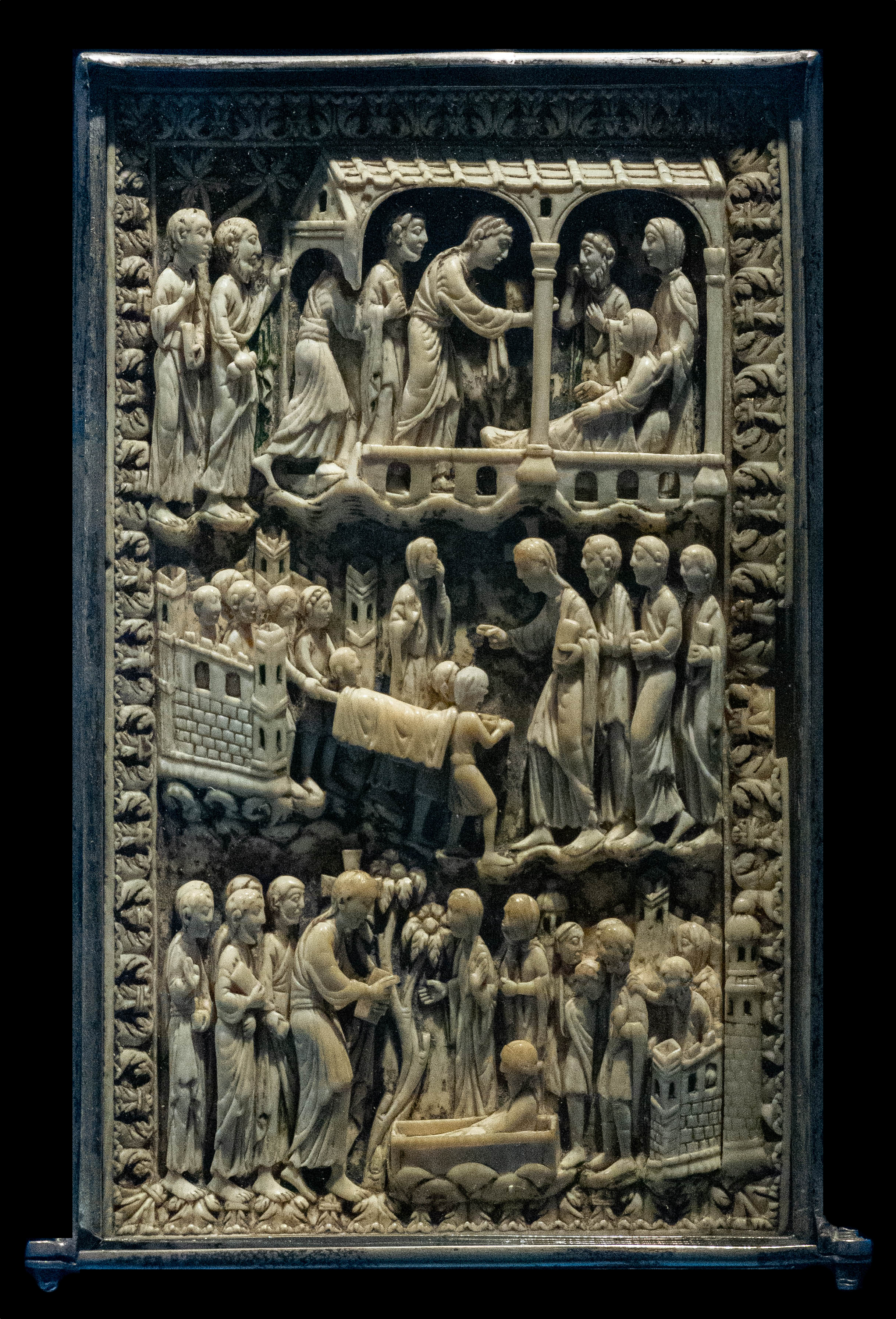
Ivoor van de drie opwekkingen, 11e eeuw
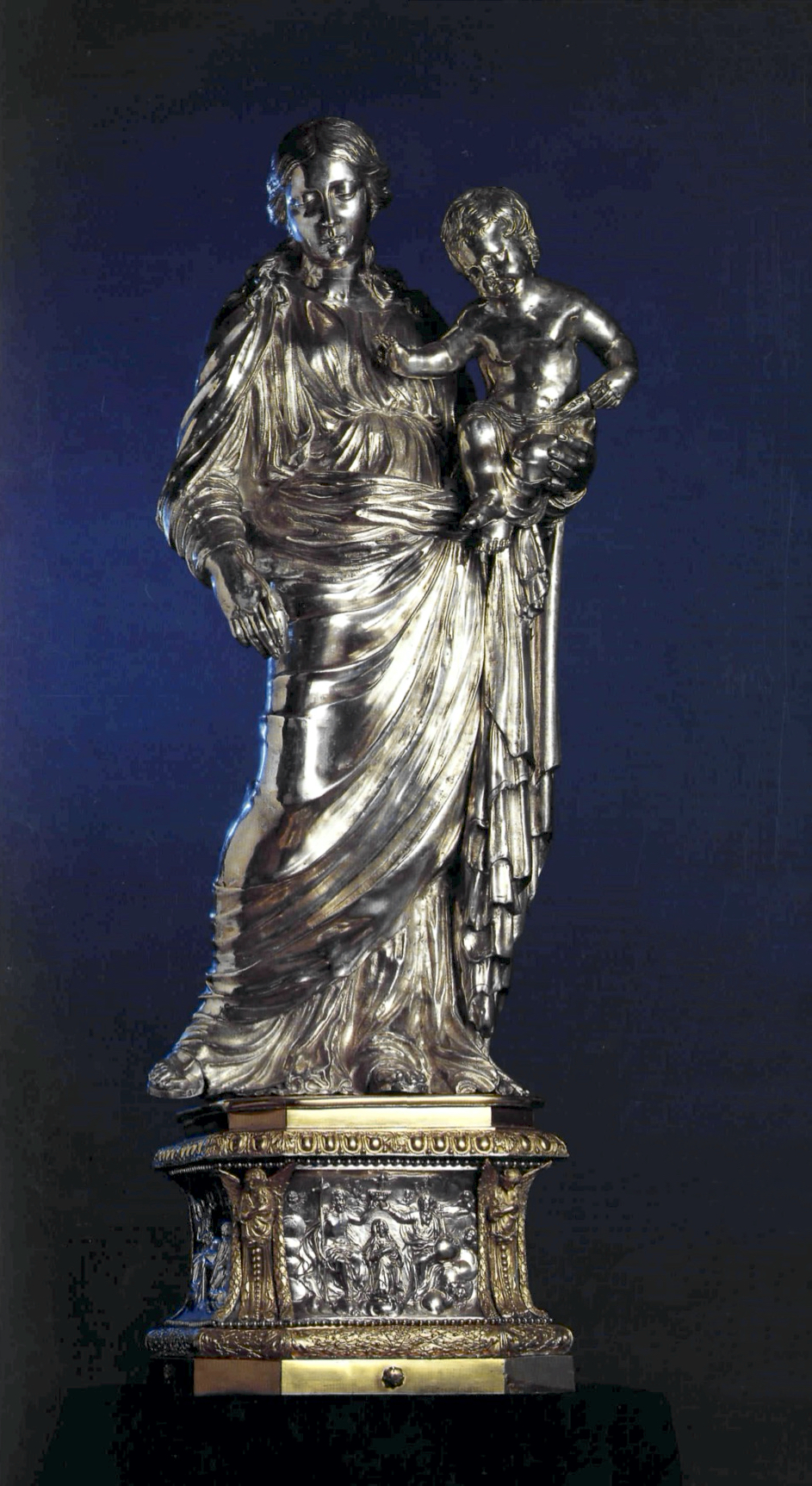
Maagd der advocaten, 1666
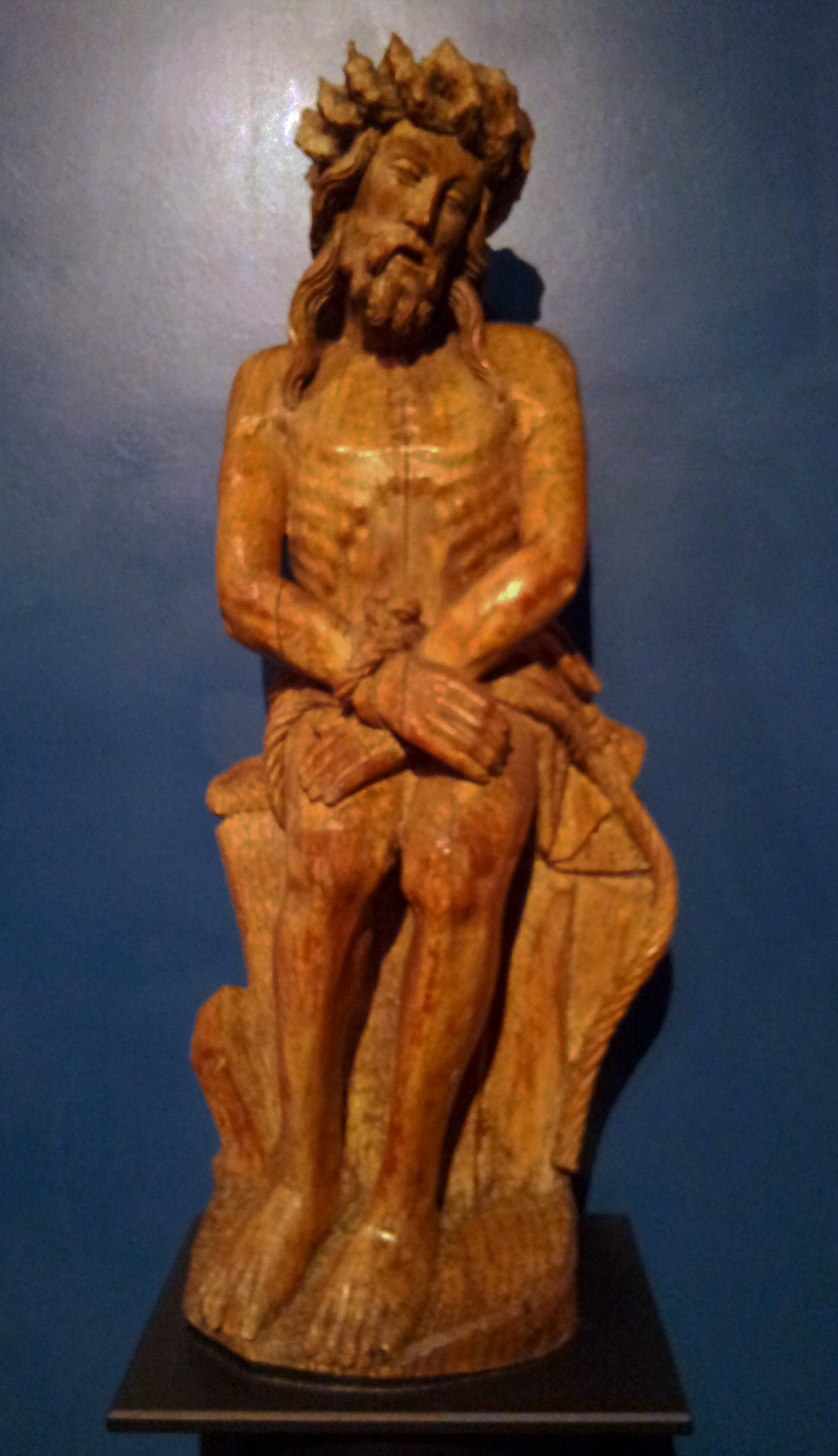
Christus op de koude steen, ca. 1500

### Schilderkunst
Een van de oudste schilderijen in de collectie is een Madonna met de vlinder (La Vièrge au papillon), een anonieme paneelschildering uit ca. 1459, geschonken door kanunnik Pierre van der Meulen (Petrus a Molendino), die als donor knielend voor Maria is afgebeeld. Van der Meulen was kanunnik van het Sint-Pauluskapittel in Luik en het Sint-Salvatorkapittel in Utrecht. Een Mis van Sint-Gregorius (begin 16e eeuw) is waarschijnlijk van Duitse oorsprong. Een drieluik van de Luikse schilder Jean Ramey uit 1599 toont op het middenpaneel een kruisafneming. In de collectie bevinden zich meerdere verweesde zijluiken van vleugelaltaren, enkele met donorportretten. De schatkamer bezit minstens vijf grote doeken van Bertholet Flémal (1614-1675), die als belangrijkste schilder van de Luikse School geldt. Flémal was tevens kanunnik van Sint-Paulus. Ook elders in de kerk bevinden zich schilderijen van hem.

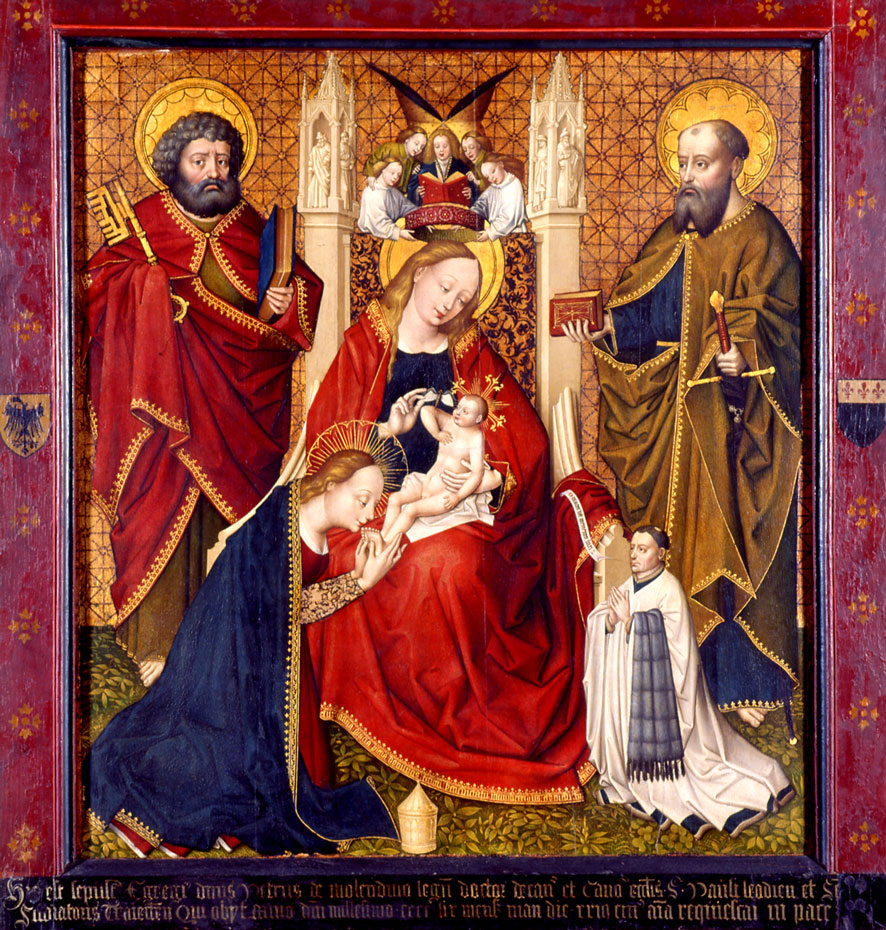
Madonna met de vlinder, 1459
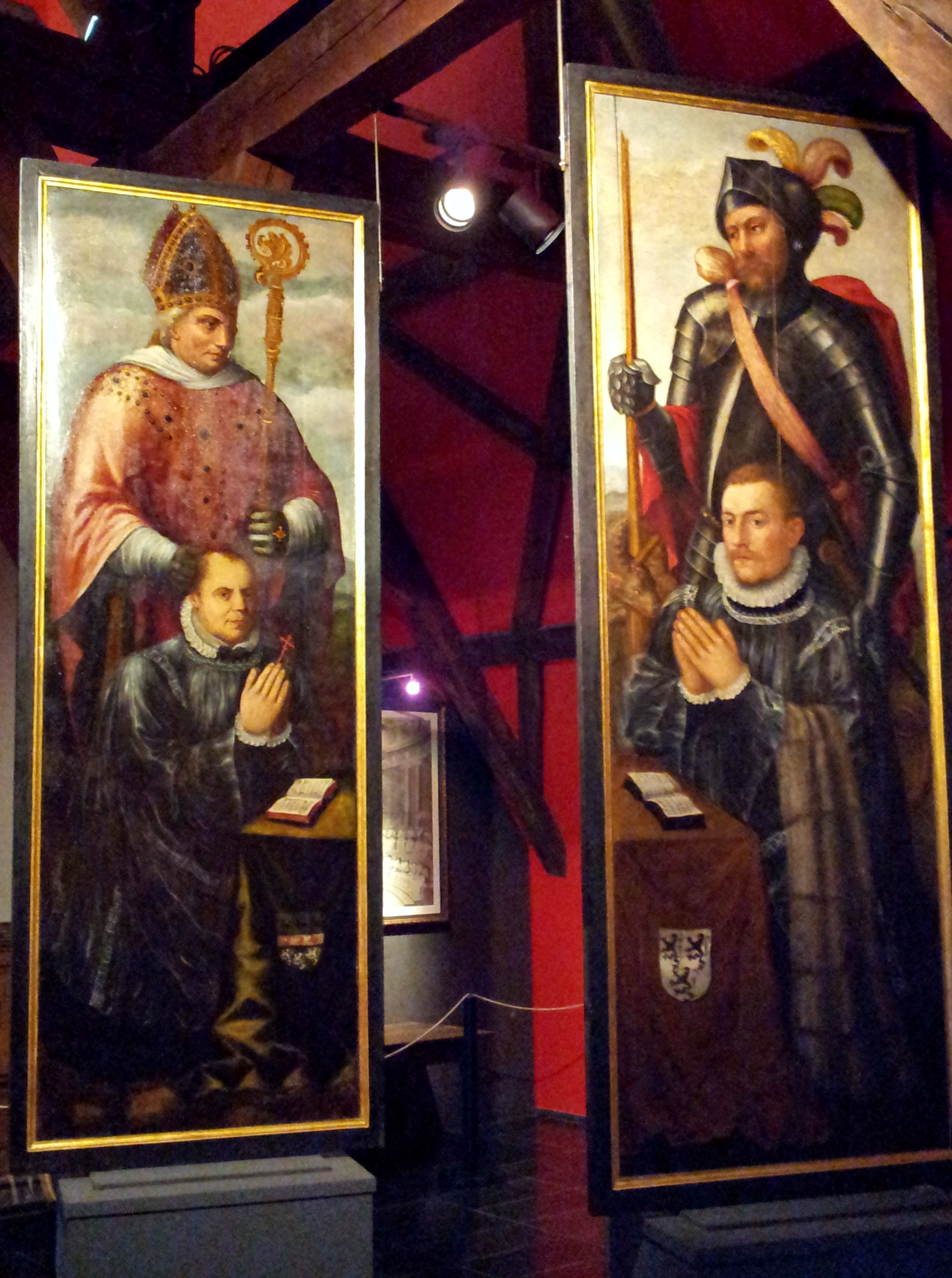
Zijluiken vleugelaltaar met donorportretten, ca. 1600
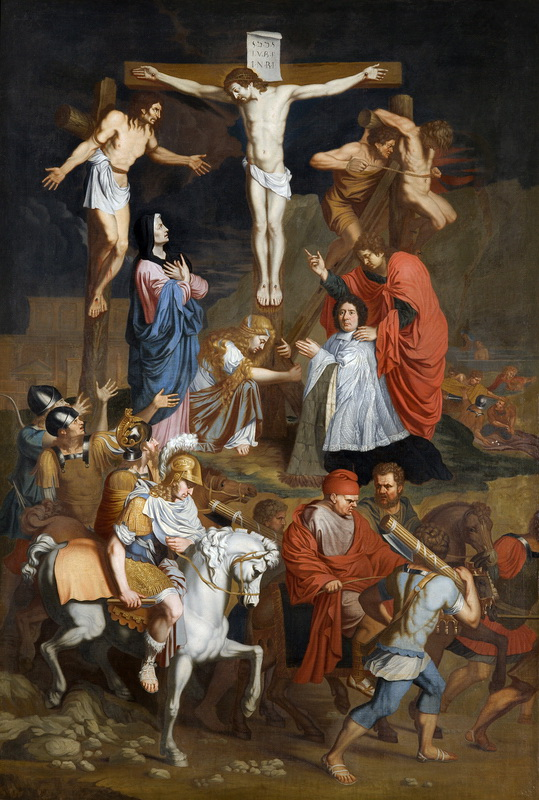
Golgotha (Flémal, 17e eeuw)
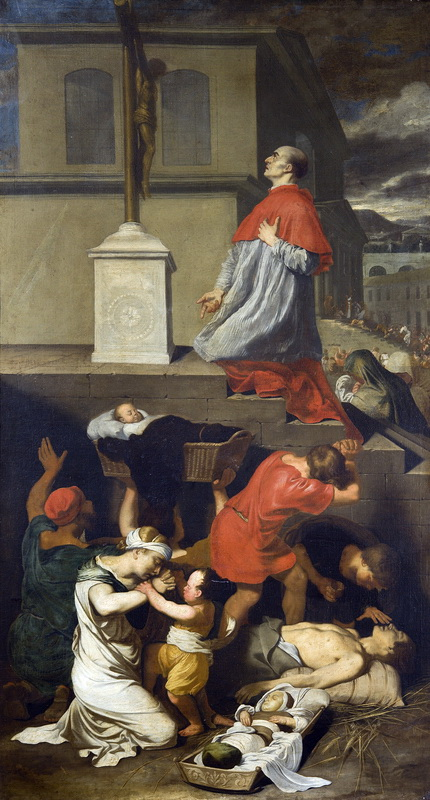
Carolus Borromeüs bidt voor de pestlijders (Flémal, ca. 1654)

### Boeken, prenten en handschriften
In 2001 kreeg de schatkamer de omvangrijke erfgoedcollectie van de Abdij van Val-Dieu in beheer. De collectie omvat onder andere enkele geïllumineerde middeleeuwse handschriften en circa 80.000 gravures, waarvan circa 12.000 van voor 1800. Een groot deel daarvan is bijeengebracht door de monnik Servais Duriau (1701-1775). Hij verzamelde gravures uit heel Europa en stelde daarmee 32 albums samen (waarvan er negentien bewaard zijn), waarin hij uitgeknipte gravures inplakte en van commentaar voorzag. Op die manier ontstond een soort achttiende-eeuwse geïllustreerde encyclopedie met als hoofdthema's religie, geschiedenis, geografie en de kunsten. De collectie wordt gerestaureerd door het David-Constantfonds van de Koning Boudewijnstichting. Daarnaast beschikt de schatkamer over boeken en handschriften afkomstig uit eigen bezit of van andere Luikse kerken, waaronder een 13e-eeuws evangeliarium en een 14e-eeuws graduale.

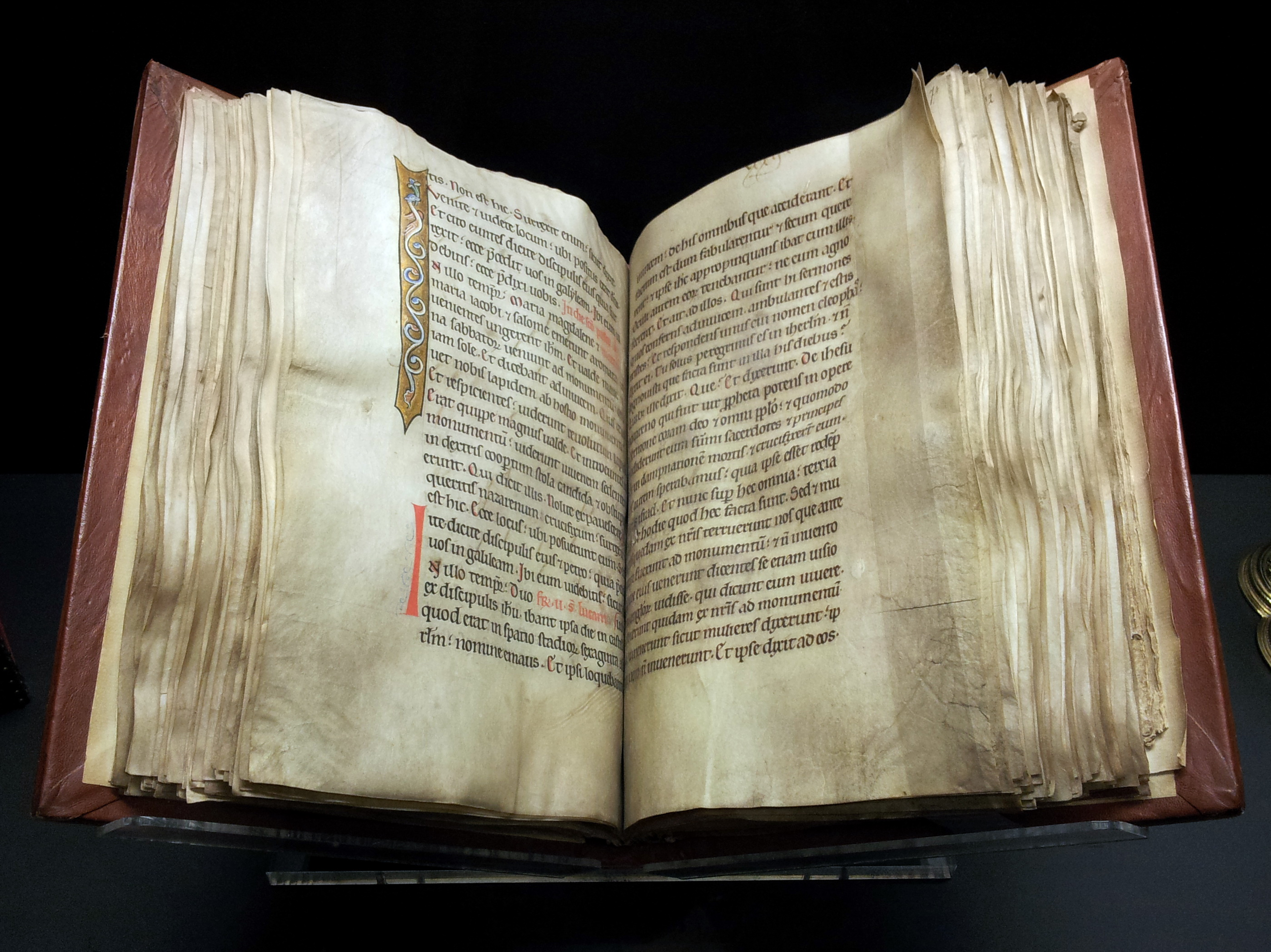
Evangeliarium, 13e eeuw
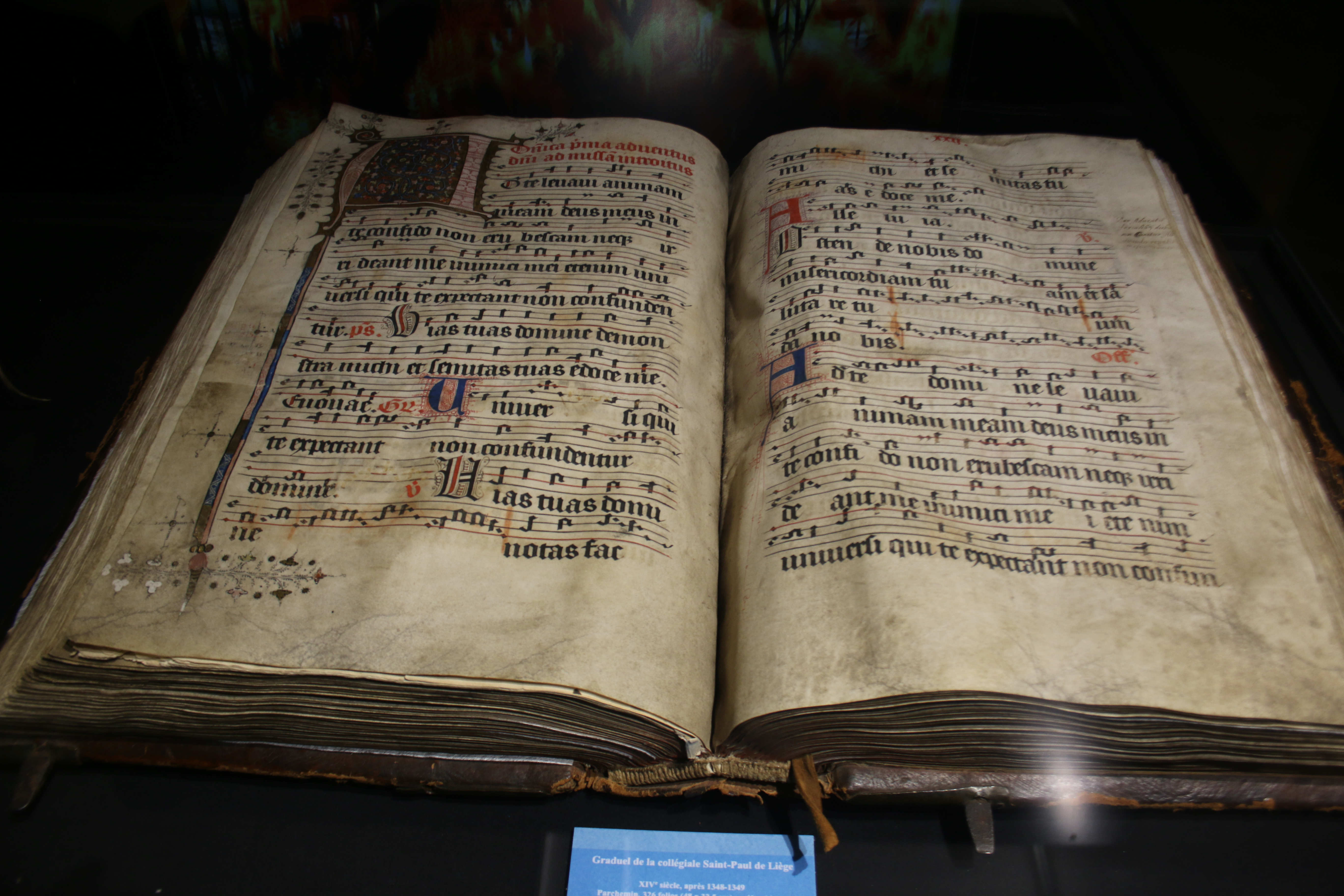
Graduale, 14e eeuw
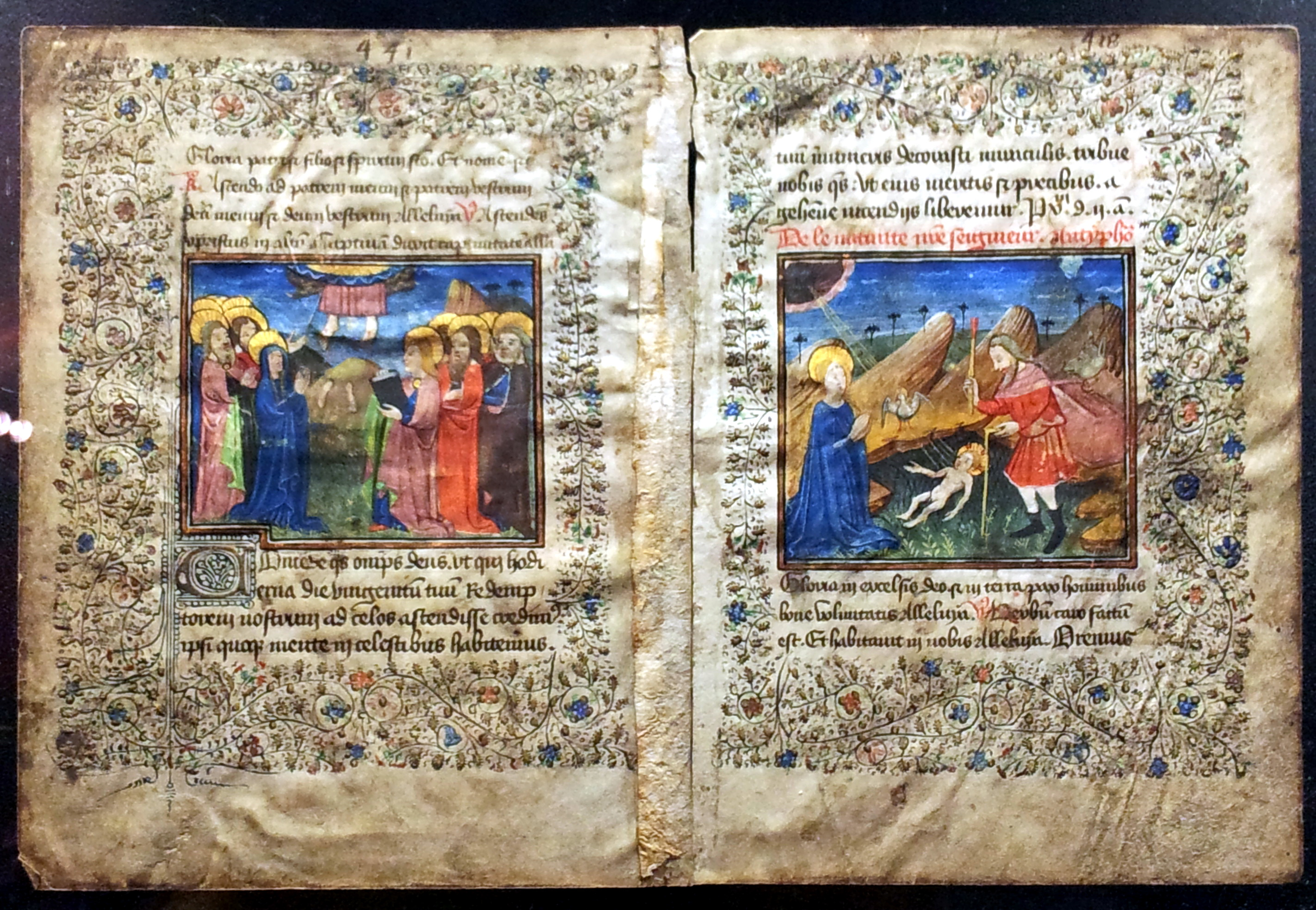
Geïllumineerd getijdenboek, 15e eeuw (Val-Dieu)
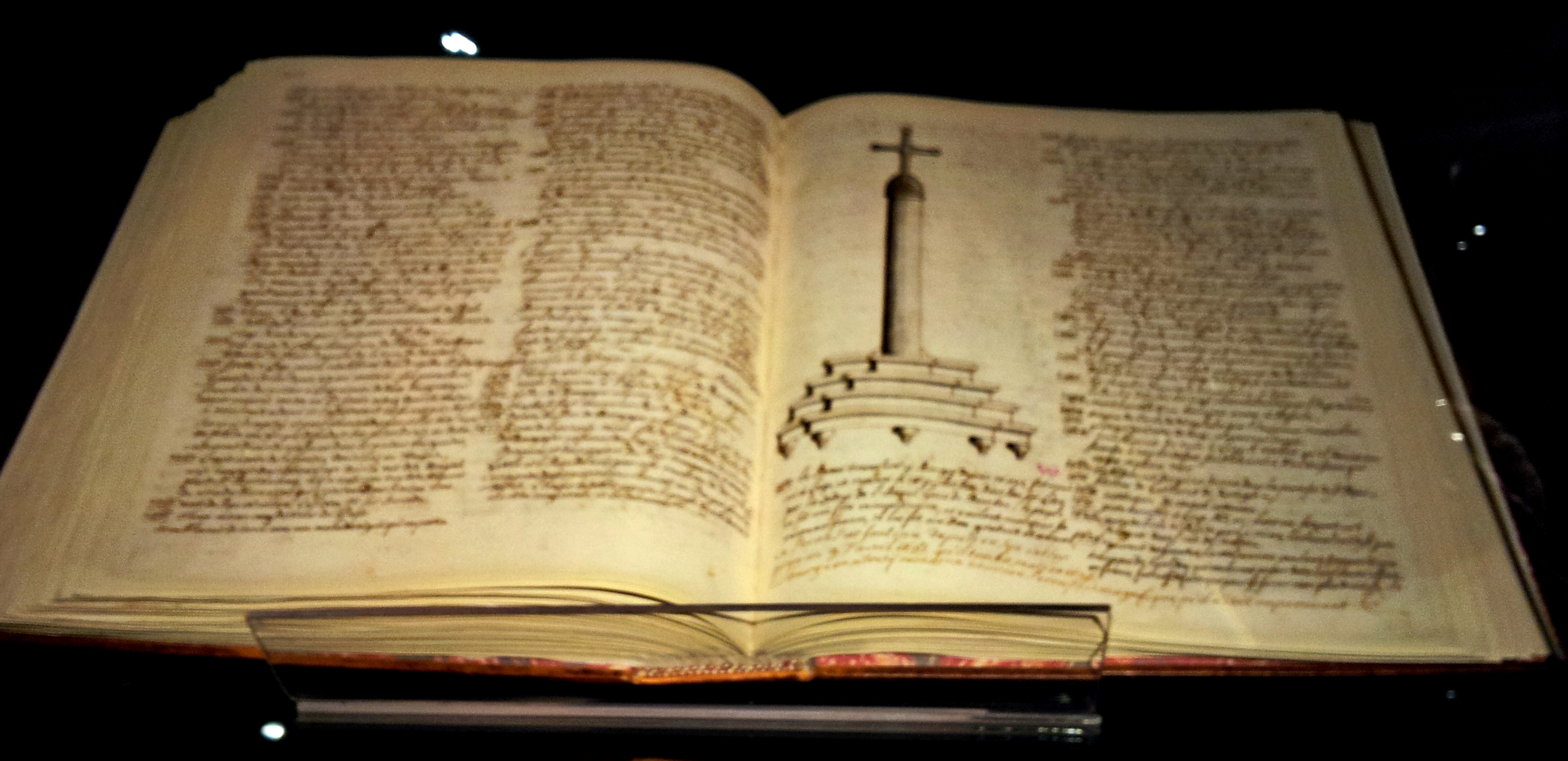
'Encyclopedie' van Duriau, 18e eeuw (Val-Dieu)

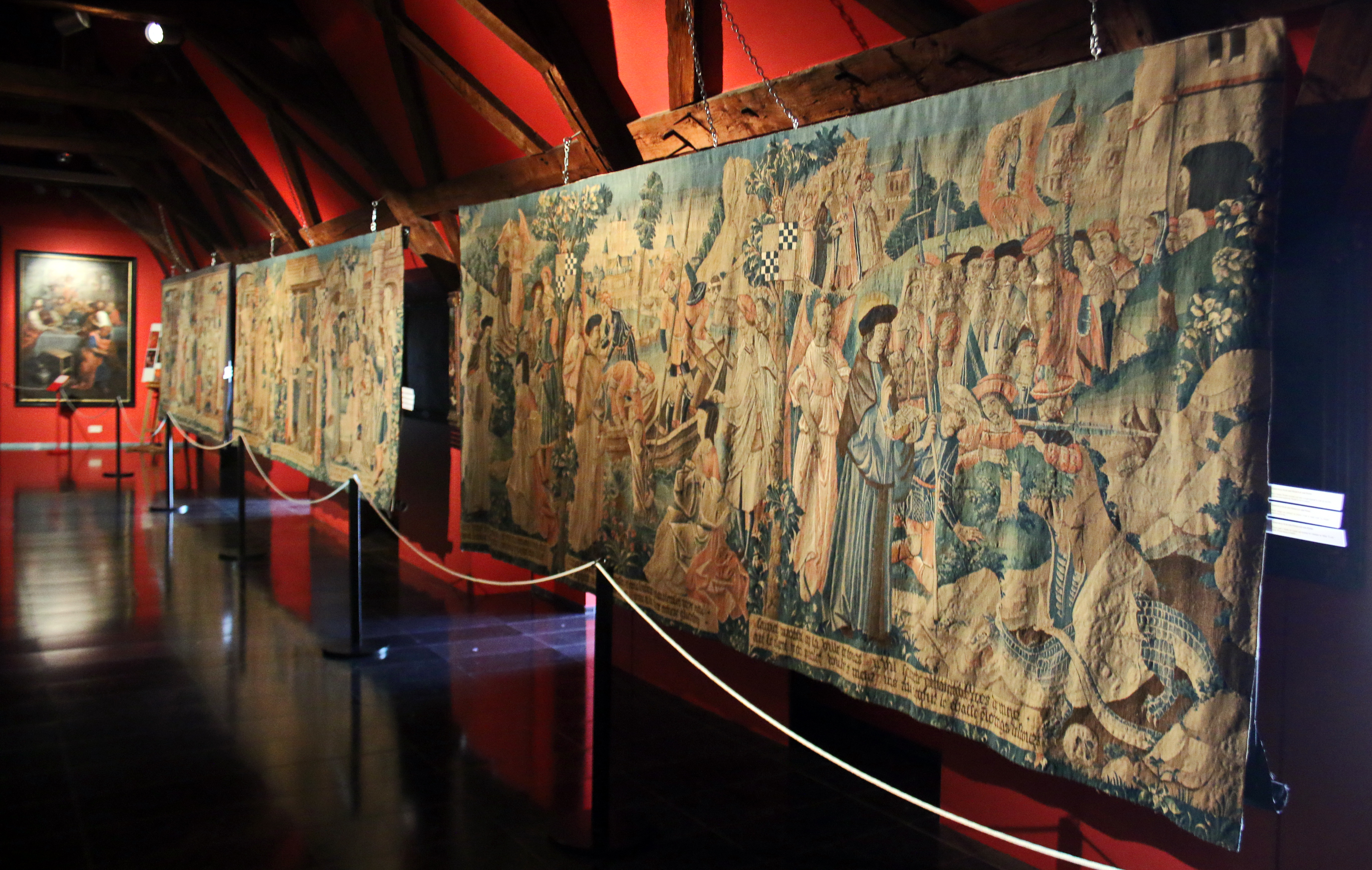
16e-eeuwse wandtapijten

### Textielschat
De schatkamer bezit een belangrijke textielschat bestaande uit fragmenten van zeer oude stoffen (meestal afkomstig uit reliekschrijnen), enkele 16e-eeuwse wandtapijten en een verzameling paramenten. Topstukken zijn de twee lijkwades van Sint-Lambertus en het kazuifel van David van Bourgondië. De oudste lijkwade kon door middel van C14-datering gedateerd worden in de 8e eeuw en de tweede tussen 950 en 1030. Het kazuifel van de Utrechtse bisschop David van Bourgondië van Italiaans goudbrokaat en fluweel dateert uit het derde kwart van de 15e eeuw. Een ander kazuifel uit de 16e eeuw draagt het wapen van Claude de Melun (1474-1576). Enkele 18e-eeuwse dalmatieken en ander liturgische gewaden zijn afkomstig uit de Sint-Jacobskerk. Daarnaast bezit de schatkamer 19e-eeuwse paramenten uit diverse Luikse kerken en kloosters.

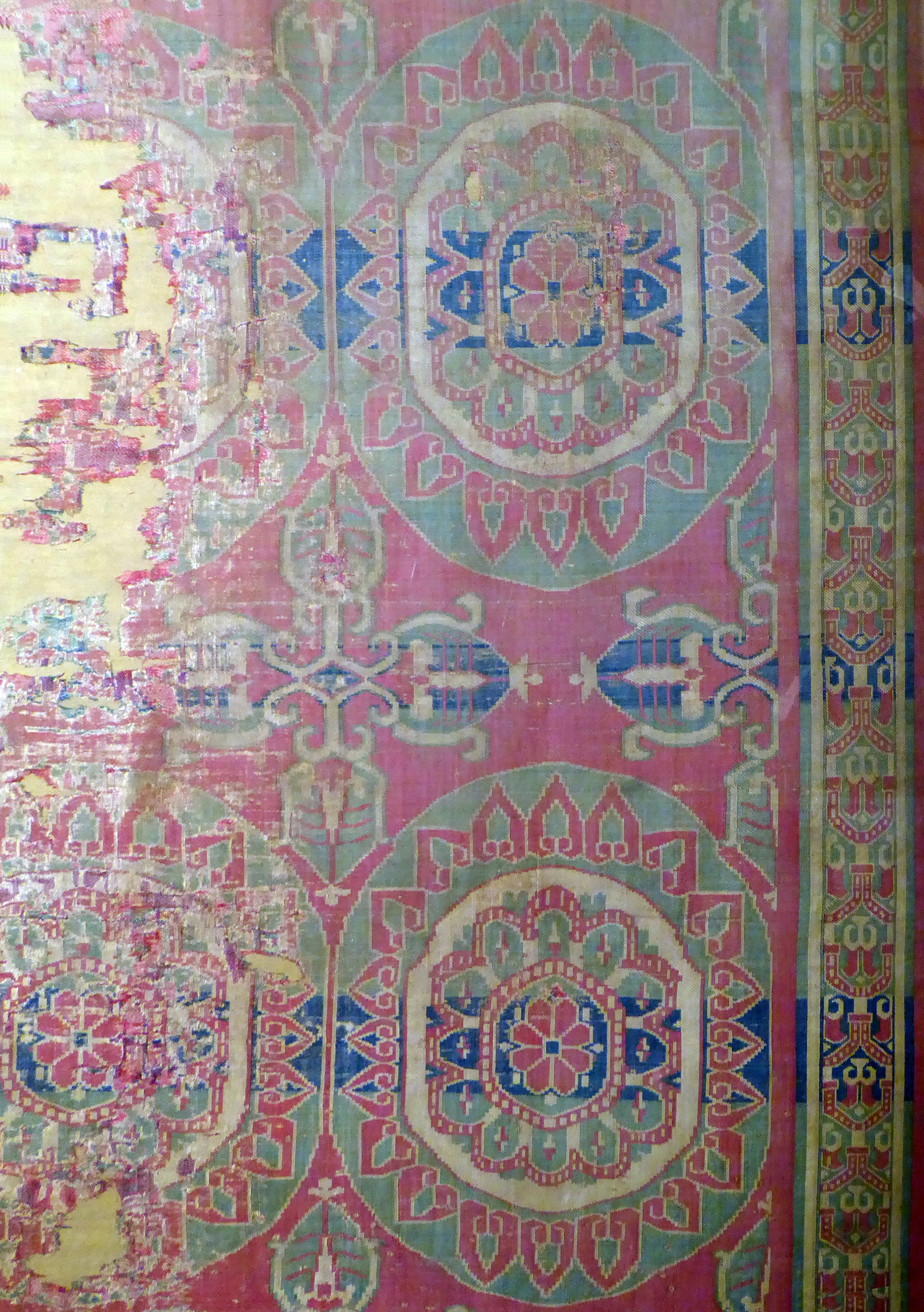
Eerste lijkwade van Sint-Lambertus, 8e eeuw
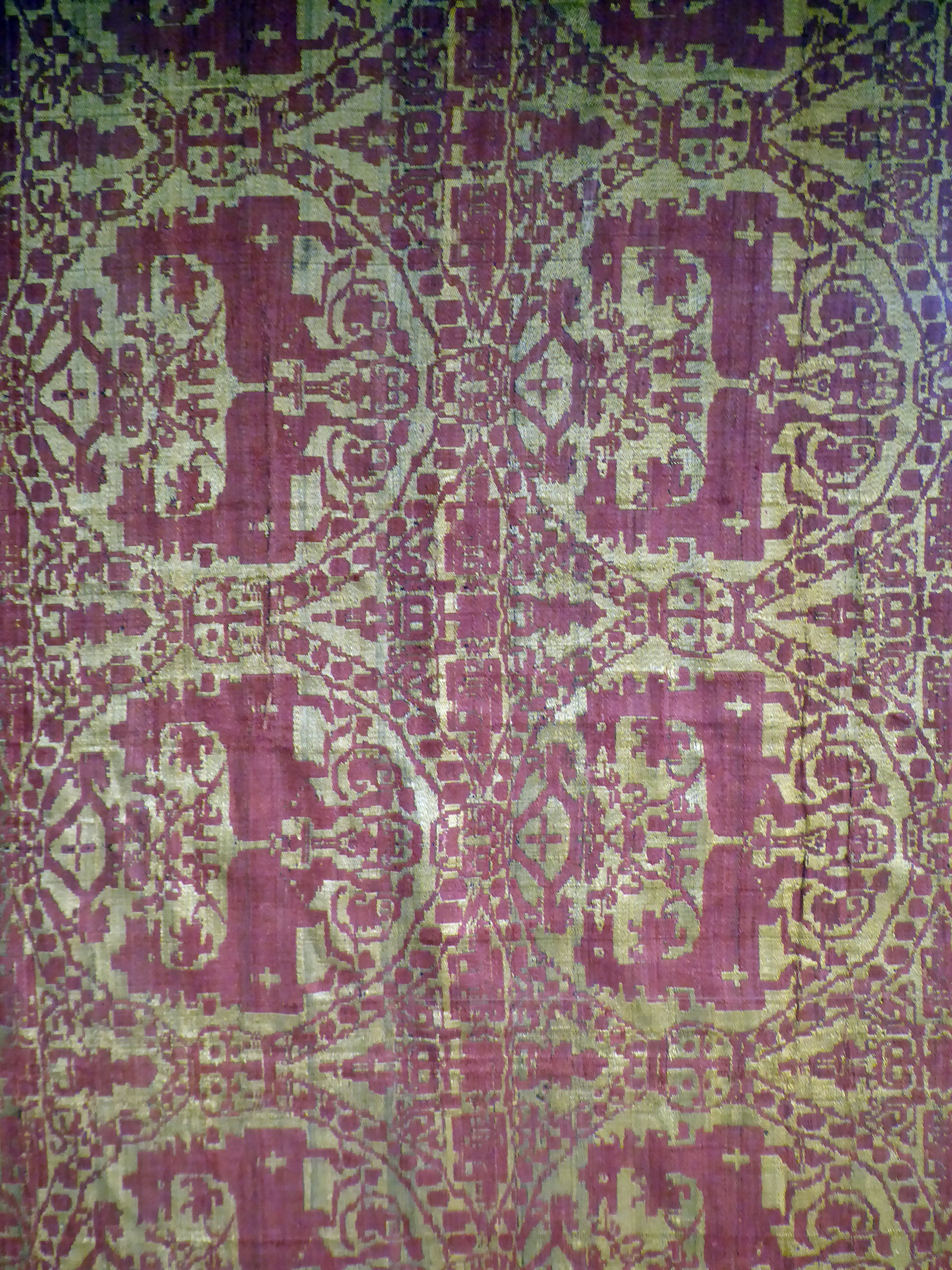
Tweede lijkwade van Sint-Lambertus, 10e/11e eeuw
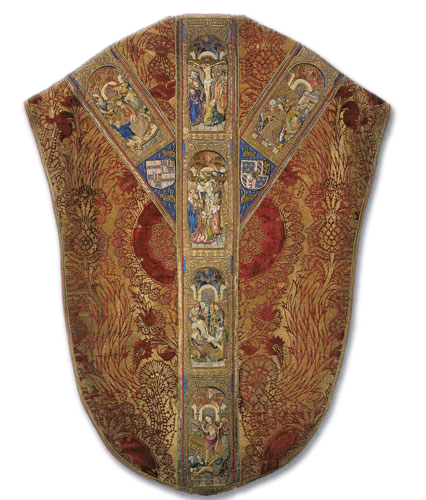
Kazuifel van David van Bourgondië, 15e eeuw
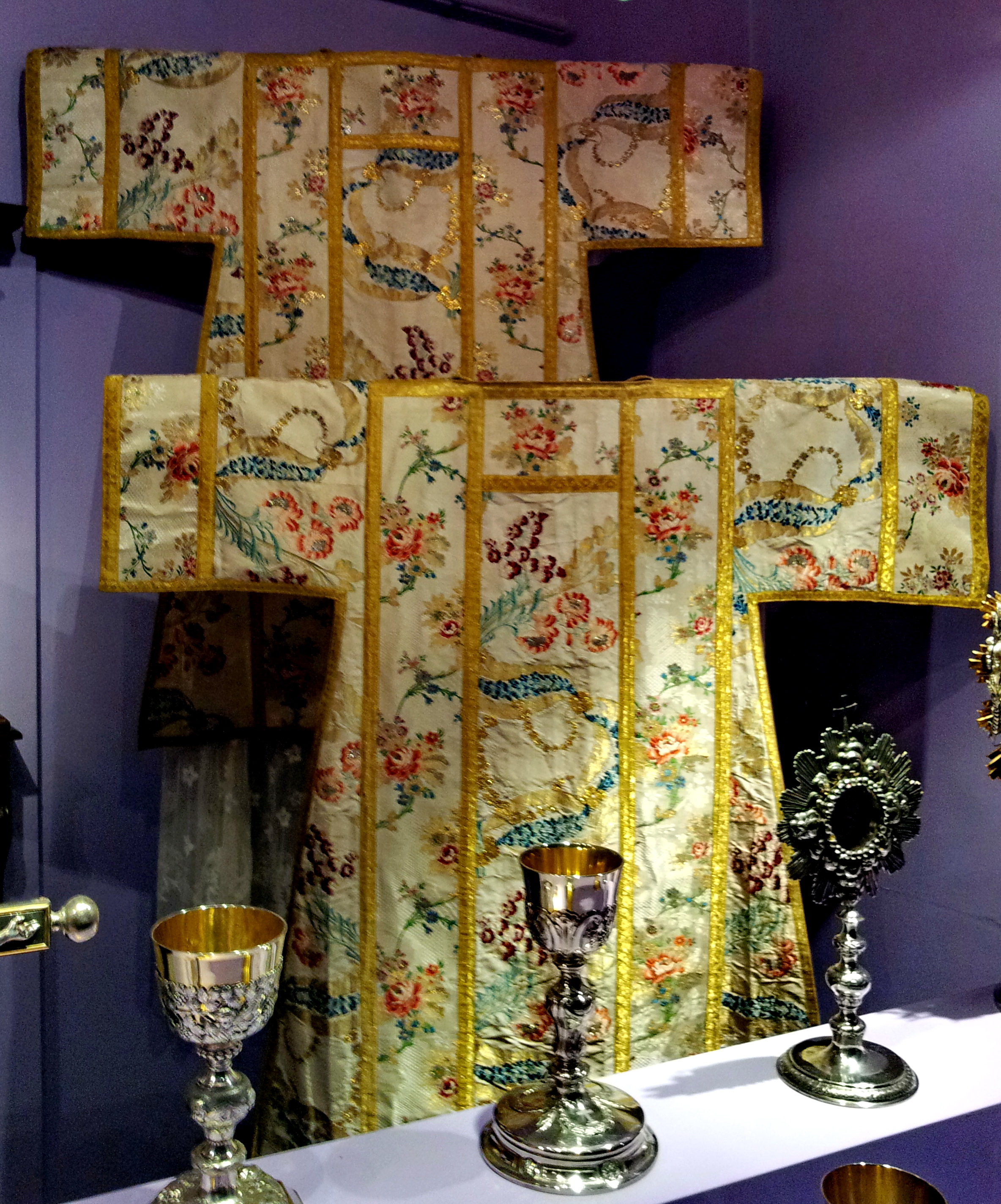
Dalmatieken van de Sint-Jacobskerk, 18e eeuw